# Lee (Name)
Lee ist ein häufiger in englischsprachigen Ländern sowie in Südkorea, Thailand und anderen asiatischen Staaten verbreiteter Familienname, seltener auch ein Vorname.

## Herkunft und Bedeutung
Bei dem Namen Lee handelt es sich um eine historisch bedingte Umschrift des chinesischen Namens Li.
In den angelsächsischen Ländern bedeutet der Name Lee ursprünglich: „Der von der Weide kommt“. Eine relativ häufige Variante des englischen Namens ist Leigh.

## Namensträger

### Männlicher Vorname
- Lee Child (* 1954), britisch-US-amerikanischer Autor
- Lee Denson (1932–2007), US-amerikanischer Rockabilly-Musiker
- Lee Dorman (1942–2012), US-amerikanischer Rockmusiker
- Lee Elias (1920–1998), britisch-US-amerikanischer Comiczeichner
- Lee Falk (1911–1999), US-amerikanischer Comicautor
- Lee Farr (1927–2017), US-amerikanischer Schauspieler
- Lee Hall (* 1966), britischer Dramatiker und Drehbuchautor
- Lee Hazlewood (1929–2007), US-amerikanischer Komponist, Sänger und Plattenproduzent
- Lee Henderson (* 1974), kanadischer Schriftsteller und Journalist
- Lee Hudson (* ≈1945), US-amerikanischer Jazzmusiker
- Lee Roy Jordan (* 1941), US-amerikanischer American-Football-Spieler
- Lee Katzman (1928–2013), US-amerikanischer Jazztrompeter
- Lee Lorch (1915–2014), US-amerikanischer Mathematiker, Hochschullehrer und Aktivist
- Lee Majors (* 1939), US-amerikanischer Schauspieler und Sänger
- Lee Marvin (1924–1987), US-amerikanischer Schauspieler und Sänger
- Lee Mason (* 1971), englischer Fußballschiedsrichter
- Lee Morgan (1938–1972), US-amerikanischer Jazz-Trompeter
- Lee Harvey Oswald (1939–1963), US-amerikanischer Mordverdächtiger bzgl. John F. Kennedy
- Lee Pace (* 1979), US-amerikanischer Schauspieler
- Lee Perry (1936–2021), jamaikanischer Musikproduzent und Musiker
- Lee Ranaldo (* 1956), US-amerikanischer Gitarrist, Sänger, Musikproduzent und Autor
- Lee Rich (1918–2012), US-amerikanischer Film- und Fernsehproduzent
- Lee Ritenour (* 1952), US-amerikanischer Jazz-Gitarrist, Komponist und Produzent
- Lee Roy Selmon (1954–2011), US-amerikanischer American-Football-Spieler
- Lee Sholem (1913–2000), US-amerikanischer Filmregisseur
- Lee Tanner (1931–2013), US-amerikanischer Fotograf
- Lee Van Cleef (1925–1989), US-amerikanischer Schauspieler

### Weiblicher Vorname
- Lee Sima Falkon (* 1992), israelische Fußballspielerin
- Lee Grant (* 1925), US-amerikanische Schauspielerin und Regisseurin
- Lee Hall (* 20. Jh.), US-amerikanische Skirennläuferin
- Lee Jung-hee (* 1969), südkoreanische Politikerin, Juristin und Aktivistin
- Lee Meriwether (* 1935), US-amerikanische Schauspielerin
- Lee Miller (1907–1977), US-amerikanische Fotografin
- Lee Radziwill (1933–2019), US-amerikanische Innenarchitektin, Schauspielerin und Autorin
- Lee Shaw (1926–2015), US-amerikanische Jazzpianistin
- Lee Wiley (1908–1975), US-amerikanische Sängerin

### Vorangestellter Familienname (asiatisch)
als Transkriptionsvariante des koreanischen Nachnamens 이 (siehe auch I, Li und Rhee)

#### A
- Lee Ae-ran (* 1964), südkoreanische Aktivistin und Politikerin
- Lee Ailesa (* 1954), südkoreanische Tischtennisspielerin
- Lee Ar-Tu (* 1938), taiwanischer Leichtathlet

#### B
- Lee Bae-yeong (* 1979), südkoreanischer Gewichtheber
- Lee Bee Wah (* 1960), singapurische Ingenieurin und Politikerin
- Lee Beom-ju (* 1959), südkoreanischer Volleyballspieler
- Lee Beom-seok (Politiker, 1900) (1900–1972), südkoreanischer Politiker (Premierminister)
- Lee Beom-seok (Politiker, 1925) (1925–1983), südkoreanischer Politiker (Außenminister)
- Lee Bo-eun (* 1976), südkoreanische Schwimmerin
- Lee Bo-hee (* 1959), südkoreanische Schauspielerin
- Lee Bo-na (* 1981), südkoreanische Sportschützin
- Lee Bo-ra (* 1986), südkoreanische Eisschnellläuferin
- Lee Bok-hui (* 1978), südkoreanische Judoka
- Lee Bong-ju (* 1970), südkoreanischer Marathonläufer
- Lee Boo-jin (* 1971), südkoreanische Unternehmerin
- Lee Boo-yeol (* 1958), südkoreanischer Fußballspieler
- Lee Boon Yang (* 1947), singapurischer Geschäftsmann, Politiker und Tierarzt
- Lee Bu-ti (* 1941), taiwanischer Turner
- Lee Bul (* 1964), koreanische Künstlerin
- Lee Bum-young (* 1989), südkoreanischer Fußballspieler
- Bunny Lee (1941–2020), jamaikanischer Musikproduzent
- Lee Byeong-geun (* 1973), südkoreanischer Fußballspieler und -trainer
- Lee Byeong-gu (* 1942), südkoreanischer Basketballspieler
- Lee Byeong-gyu (* 1974), südkoreanischer Baseballspieler
- Lee Byeong-heon (* 1980), südkoreanischer Filmregisseur und Drehbuchautor
- Lee Byeong-in (* 1968), südkoreanische Ruderin
- Lee Byeong-nam (* 1964), südkoreanischer Fechter
- Lee Byeong-yong (* 1971), südkoreanischer Volleyballspieler
- Byron Lee (1935–2008), jamaikanischer Musiker, Musikproduzent und Studiobesitzer
- Lee Byung-chull (1910–1987), südkoreanischer Unternehmer
- Lee Byung-hun (* 1970), südkoreanischer Schauspieler
- Lee Byung-keun (* 1973), südkoreanischer Fußballspieler

#### C
- Lee Chae-on (* 1963), südkoreanischer Volleyballspieler
- Lee Chae-un (* 2006), südkoreanischer Snowboarder
- Lee Chae-won (* 1981), südkoreanische Skilangläuferin
- Lee Chae-yeon (* 2000), südkoreanische Sängerin, Tänzerin und Entertainerin
- Lee Chae-young (* 1986), südkoreanische Schauspielerin
- Lee Chak Men, singapurischer Basketballspieler
- Lee Chan-dong (* 1993), südkoreanischer Fußballspieler
- Lee Chang-dong (* 1954), südkoreanischer Filmregisseur
- Lee Chang-gil (* 1949), südkoreanischer Boxer
- Lee Chang-ha (* 1977), südkoreanische Schwimmerin
- Lee Chang-ho (* 1975), südkoreanischer Go-Spieler
- Lee Chang-hoon (1935–2004), südkoreanischer Marathonläufer
- Lee Chang-hwan (* 1982), südkoreanischer Bogenschütze
- Lee Chang-myung (* 1947), nordkoreanischer Fußballspieler
- Lee Chang-seon (* 1956), südkoreanischer Judoka
- Lee Chang-u (* 1983), südkoreanischer Handballspieler
- Lee Chang-yong (* 1985), südkoreanischer Rodler
- Lee Charm (* 1954; als Bernhard Quandt), südkoreanischer Fernsehmoderator und Schauspieler
- Lee Chen-chang (* 1986), taiwanischer Baseballspieler
- Lee Chen-chu (* 1940), taiwanischer Boxer
- Lee Chen-tan (* 1966), taiwanischer Bobsportler
- Lee Cheol-ha (* 1970), südkoreanischer Regisseur und Drehbuchautor
- Lee Cheol-ho (* 1986), südkoreanischer Badmintonspieler
- Lee Cheol-seung (* 1972), südkoreanischer Tischtennisspieler
- Lee Cheon-su (* 1981), südkoreanischer Fußballspieler
- Lee Cheong-jun (1939–2008), südkoreanischer Autor
- Lee Cheuk Yiu (* 1996), Badmintonspieler aus Hongkong
- Lee Chi Ho (* 1982), Fußballspieler aus Hongkong
- Lee Chi Hoon (1988–2020), südkoreanischer Schauspieler und Influencer
- Lee Chia-hsin (* 1997), taiwanische Badmintonspielerin
- Lee Chiaw Meng (1937–2001), chinesischer Pädagoge und singapurischer Bildungsminister
- Lee Chien-mei (* 1969), taiwanische Badmintonspielerin
- Lee Chih-feng (* 1980), taiwanischer Judoka
- Lee Chih-kai (* 1996), taiwanischer Turner
- Lee Chin-bum, südkoreanischer Diplomat
- Lee Chiu-hsia (* 1950), taiwanische Leichtathletin
- Lee Chong-hui (* 1959), südkoreanischer Basketballspieler
- Lee Chong-hyun (* 1996), südkoreanischer Eishockeyspieler
- Lee Chong-kap (1918–1993), südkoreanischer Fußballspieler
- Lee Chong-min (* 1999), südkoreanischer Eishockeyspieler
- Lee Chong Wei (* 1982), malaysischer Badmintonspieler
- Lee Choon-hee (* 1955), südkoreanischer Politiker
- Lee Choong-bok, südkoreanischer Karambolagespieler
- Lee Chuen-gun (* 1980), südkoreanischer Eiskunstläufer
- Lee Chul-seung (* 1972), südkoreanischer Tischtennisspieler
- Lee Chun Hei (* 1994), Badmintonspieler aus Hongkong
- Lee Chun-heon (* 1980), südkoreanischer Moderner Fünfkämpfer
- Lee Chun-pyo (* 1951), südkoreanischer Volleyballspieler
- Lee Chun-sik (* 1944), südkoreanischer Gewichtheber
- Lee Chun-soo (* 1981), südkoreanischer Fußballspieler
- Lee Chung-hui (* 1981), südkoreanischer Schwimmer
- Lee Chung Man (* 1967), Fechter aus Hongkong
- Lee Chung-ping (* 1949), taiwanischer Leichtathlet
- Lee Chung-yong (* 1988), südkoreanischer Fußballspieler

#### D
- Lee Da-bin (* 1996), südkoreanische Taekwondoin
- Lee Da-hae (* 1984), südkoreanische Schauspielerin
- Lee Da-hye (* 1987), südkoreanische Schwimmerin
- Lee Da-yeong (Volleyballspielerin) (* 1996), südkoreanische Volleyballspielerin
- Lee Da-yeong (Turnerin) (* 2004), südkoreanische Turnerin
- Lee Dae-ho (* 1982), südkoreanischer Baseballspieler
- Lee Dae-hoon (* 1992), südkoreanischer Taekwondoin
- Lee Dae-myeong (* 1988), südkoreanischer Sportschütze
- Lee Dae-ro (* 1980), südkoreanischer Leichtathlet
- Lee Deok-bun (* 1945), südkoreanische Turnerin
- Lee Deuk-choon (* 1962), südkoreanischer Badmintonspieler
- Lee Do-an (* 2004), südkoreanischer Fußballspieler
- Lee Do-hui (* 1971), südkoreanische Kanutin
- Lee Do-hyun (* 2002), südkoreanischer Sportklettererer
- Lee Do-hyung (* 2001), südkoreanischer Fußballspieler
- Lee Don-ku (* 1988), südkoreanischer Eishockeyspieler
- Lee Dong-gook (* 1979), südkoreanischer Fußballspieler
- Lee Dong-gyeong (* 1997), südkoreanischer Fußballspieler
- Lee Dong-jun (Taekwondoin) (* 1958), südkoreanischer Taekwondoin und Schauspieler
- Lee Dong-jun (Filmkomponist) (* 1967), südkoreanischer Filmkomponist
- Lee Dong-jun (Schiedsrichter) (* 1983), südkoreanischer Fußballschiedsrichter
- Lee Dong-jun (Fußballspieler) (* 1997), südkoreanischer Fußballspieler
- Lee Dong-keun (Curler) (* 1979), südkoreanischer Curler
- Lee Dong-keun (Badminton) (* 1990), südkoreanischer Badmintonspieler
- Lee Dong-nyoung (* 1995), südkoreanischer E-Sportler
- Lee Dong-soo (* 1974), südkoreanischer Badmintonspieler
- Lee Dong-uk (* 1974), südkoreanischer Baseballspieler
- Lee Dong-won (* 1983), südkoreanischer Fußballspieler
- Lee Dong-wook (* 1981), südkoreanischer Schauspieler, Fernsehmoderator und Model
- Lee Du-haeng (* 1981), südkoreanischer Langstreckenläufer
- Lee Du-yeon (* 1975), südkoreanischer Leichtathlet
- Lee Duck-hee (* 1998), südkoreanische Tennisspielerin
- Lee Duk-hee (* 1953), südkoreanische Tennisspielerin

#### E
- Lee Ek-son (* ?), südkoreanischer Tennisspieler
- Lee Elijah (* 1990), südkoreanische Schauspielerin
- Lee Eon-yu (* 1977), südkoreanische Basketballspielerin
- Lee Eui-jin (* 2001), südkoreanische Skilangläuferin
- Lee Eul-yong (* 1975), südkoreanischer Fußballspieler
- Lee Eun-byul (* 1991), südkoreanische Shorttrackerin
- Lee Eun-chul (* 1967), südkoreanischer Sportschütze
- Lee Eun-gyeong (Volleyballspielerin) (* 1961), südkoreanische Volleyballspielerin
- Lee Eun-hee (* 1975), südkoreanische Eiskunstläuferin
- Lee Eun-hui (* 1979), südkoreanische Judoka
- Lee Eun-hye (Politikerin, 1902) (* 1902), südkoreanische Politikerin
- Lee Eun-hye (Model, 1987) (* 1987), südkoreanisches Model
- Lee Eun-hye (Tennisspielerin, 1993) (* 1993), südkoreanische Tennisspielerin
- Lee Eun-hye (Tischtennisspielerin) (* 1995), südkoreanische Tischtennisspielerin
- Lee Eun-hye (Tennisspielerin, 2000) (* 2000), südkoreanische Tennisspielerin
- Lee Eun-ji (Radsportlerin) (* 1989), südkoreanische Radrennfahrerin
- Lee Eun-ji (Eishockeyspielerin, 2001) (* 2001), südkoreanische Eishockeyspielerin
- Lee Eun-ji (Tennisspielerin) (* 2001), südkoreanische Tennisspielerin
- Lee Eun-ji (Eishockeyspielerin, 2005) (* 2005), südkoreanische Eishockeyspielerin
- Lee Eun-ji (Schwimmerin) (* 2006), südkoreanische Schwimmerin
- Lee Eun-ju (Sportschützin) (* 1970), südkoreanische Sportschützin
- Lee Eun-ju (1980–2005), südkoreanische Schauspielerin
- Lee Eun-jung (* 1981), südkoreanische Leichtathletin
- Lee Eun-ku (* um 1962), südkoreanischer Badmintonspieler
- Lee Eun-kyung (Bogenschützin) (* 1972), südkoreanische Bogenschützin
- Lee Eun-kyung (Hockeyspielerin) (* 1972), südkoreanische Hockeyspielerin
- Lee Eun-ok (* 1947), südkoreanische Volleyballspielerin
- Lee Eun-sil (* 1976), südkoreanische Tischtennisspielerin
- Lee Eun-woo (* 1980), südkoreanische Schauspielerin, siehe Lee Na-ra
- Lee Eun-woo (Badminton) (* 1983), südkoreanische Badmintonspielerin
- Lee Eun-yeong (* 1974), südkoreanische Hockeyspielerin

#### F
- Felix Lee (* 1975), deutsch-chinesischer Journalist
- Lee Fu-An (* 1964), taiwanischer Leichtathlet
- Lee Fu-Hsiang (* 1960), taiwanischer Radrennfahrer

#### G
- Gabriel Lee Gab-sou (1924–2004), südkoreanischer Geistlicher, katholischer Bischof
- Lee Gang-seok (Boxer) (* 1967), südkoreanischer Boxer
- Lee Gang-seok (Gewichtheber) (* 1960), südkoreanischer Gewichtheber
- Lee Geon (* 1996), südkoreanischer Fußballspieler
- Lee Geum-min (* 1994), südkoreanische Fußballspielerin
- Lee Geun-seok (1917–1950), südkoreanischer Brigadegeneral
- Lee Gwang-yeon (* 1999), südkoreanischer Fußballspieler
- Lee Gyeong-seo (* 2005), südkoreanische Tennisspielerin
- Lee Gyu-hyeok (Gewichtheber), südkoreanischer Gewichtheber

#### H
- Lee Ha-joon, südkoreanischer Szenenbildner
- Lee Ha-rim (* 1997), südkoreanischer Judoka
- Lee Hae-chan (* 1952), südkoreanischer Politiker
- Lee Hae-in (Dichterin) (* 1945), südkoreanische Dichterin
- Lee Hae-in (Schauspielerin) (* 1986), südkoreanische Schauspielerin
- Lee Hae-in (Sängerin) (* 1994), südkoreanische Sängerin
- Lee Hae-in (Leichtathletin) (* 2001), südkoreanische Sprinterin
- Lee Hae-in (Eiskunstläuferin) (* 2005), südkoreanische Eiskunstläuferin
- Lee Hai-kyung (* 1975), südkoreanische Squashspielerin
- Lee Hak-jong (* 1961), südkoreanischer Fußballspieler
- Lee Han (* 1970), südkoreanischer Filmregisseur und Drehbuchautor
- Lee Han-beom (* 2002), südkoreanischer Fußballspieler
- Lee Han-bin (* 1988), südkoreanischer Shorttracker
- Lee Han-kuk (* 1987), südkoreanischer Fußballspieler
- Lee Han-sin (* 1988), südkoreanischer Skeletonpilot
- Lee Han-sup (* 1966), südkoreanischer Bogenschütze
- Joseph Lee Han-taek (* 1934), koreanischer Geistlicher
- Lee Hee-wan (1956–2011), südkoreanischer Volleyballtrainer
- Lee Heui-seong (* 1990), südkoreanischer Fußballspieler
- Lee Heung-sil (* 1961), südkoreanischer Fußballspieler
- Lee Heung-soon (* 1971), südkoreanische Badmintonspielerin
- Lee Hi (* 1996), südkoreanische Sängerin
- John Lee Hiong Fun-Yit Yaw (* 1933), malaysischer Geistlicher
- Lee Ho (Fußballspieler, 1984) (* 1984), koreanischer Fußballspieler
- Lee Ho (Fußballspieler, 1986) (* 1986), koreanischer Fußballspieler
- Lee Ho (Tennisspieler), koreanischer Tennisspieler
- Lee Ho Ching (* 1992), hongkong-chinesische Tischtennisspielerin
- Lee Ho-chol (1932–2016), südkoreanischer Schriftsteller
- Lee Ho-eung (* 1978), südkoreanischer Shorttracker
- Lee Ho-suk (* 1986), südkoreanischer Shorttracker
- Lee Ho-wang (1928–2022), koreanischer Mediziner
- Lee Hoe-taik (* 1946), südkoreanischer Fußballspieler und -trainer
- Lee Hoi-chang (* 1935), südkoreanischer Ministerpräsident
- Lee Hong-koo (* 1934), südkoreanischer Politiker und Premierminister
- Lee Hong Kit (* 1997), hongkong-chinesischer Sprinter
- Lee Hong Lim (* 1983), Fußballspieler für Hongkong
- Lee Hong Kum (* 1955), südkoreanische Mikrobiologin
- Lee Hsiang-Wei (* 1996), taiwanischer Fußballspieler
- Lee Hsien Loong (* 1952), Premierminister der Republik Singapur
- Lee Hsin-han (* 1988), taiwanischer Tennisspieler
- Lee Hu-rak (1924–2009), südkoreanischer Geheimdienstdirektor
- Lee Hua-chen (* 1993), taiwanische Tennisspielerin
- Lee Huan (1917–2010), taiwanischer Politiker
- Lee Hun-jai (* 1944), südkoreanischer Politiker
- Lee Hup Wei (* 1987), malaysischer Hochspringer
- Lee Hye-in (* 1995), südkoreanische Fechterin
- Lee Hye-jin (* 1992), südkoreanische Bahnradsportlerin
- Lee Hye-kyeong (* 1996), südkoreanische Judoka
- Lee Hye-kyoung (* 1960), südkoreanische Schriftstellerin
- Lee Hye-min (* 1986), südkoreanische Tennisspielerin
- Lee Hye-young (Schauspielerin, 1962) (* 1962), südkoreanische Schauspielerin
- Lee Hye-young (Schauspielerin, 1971) (* 1971), südkoreanische Schauspielerin
- Lee Hye-young (Taekwondoin) (* 1982), südkoreanische Taekwondoin
- Lee Hyeon-seo (* 1980), koreanische Menschenrechtsaktivistin
- Lee Hyo-jung (* 1981), südkoreanische Badmintonspielerin
- Lee Hyo-kyeong (* 1997), südkoreanische Fußballspielerin
- Lee Hyori (* 1979), südkoreanische Sängerin
- Lee Hyun-il (* 1980), südkoreanischer Badmintonspieler
- Lee Hyun-jin (Fußballspieler) (* 1984), südkoreanischer Fußballspieler
- Lee Hyun-jin (* 1987), südkoreanische Badmintonspielerin
- Lee Hyun-ju (* 2003), südkoreanischer Fußballspieler
- Lee Hyun-woong (* 1988), südkoreanischer Fußballspieler
- Lee Hyung-chul (* 1969), südkoreanischer Boxer
- Lee Hyung-jae (* 1988), südkoreanischer Diskuswerfer
- Lee Hyung-taik (* 1976), südkoreanischer Tennisspieler

#### I
- Lee Ik-hwan (* 1946), südkoreanischer Eisschnellläufer
- Lee In-bok (* 1984), südkoreanischer Biathlet
- Lee In-hun (* 1970), südkoreanischer Eisschnellläufer
- Lee In-jae (* 1992), südkoreanischer Fußballspieler
- Lee In-jong (* 1982), südkoreanische Taekwondoin
- Lee In-young (* 1964), südkoreanischer Politiker

#### J
- Lee Jae-dong (* 1990), südkoreanischer E-Sportler
- Lee Jae-eun (* 1988), südkoreanische Nachrichtenmoderatorin
- Lee Jae-ha (* 1992), südkoreanischer Sprinter
- Lee Jae-hyuk (* 1969), südkoreanischer Boxer
- Lee Jae-ik (* 1999), südkoreanischer Fußballspieler
- Lee Jae-jin (* 1983), südkoreanischer Badmintonspieler
- Lee Jae-min (* 1987), südkoreanischer Fußballspieler
- Lee Jea-moon (* 1993), südkoreanischer Tennisspieler
- Lee Jae-myung (* 1964), südkoreanischer Politiker, Staatspräsident ab 2025
- Lee Jae-myung (Fußballspieler) (* 1991), südkoreanischer Fußballspieler
- Lee Jae-seong (* 1988), südkoreanischer Fußballspieler
- Lee Jae-sung (Fußballspieler, 1988) (* 1988), südkoreanischer Fußballspieler
- Lee Jae-sung (* 1992), südkoreanischer Fußballspieler
- Lee Jae-ung (* 2002), südkoreanischer Mittelstreckenläufer
- Lee Jae-yeong (* 1996), südkoreanische Volleyballspielerin
- Lee Jae-yong (* 1968), südkoreanischer Unternehmer
- Lee Jang-ho (* 1945), südkoreanischer Filmregisseur
- Lee Jang-mi (* 1985), südkoreanische Fußballspielerin
- Lee Jang-mi (Badminton) (* 1994), südkoreanische Badmintonspielerin
- Lee Jang-soo (* 1956), südkoreanischer Fußballspieler
- Lee Je-ha (* 1937), südkoreanischer Schriftsteller
- Lee Je-hoon (* 1984), südkoreanischer Schauspieler
- Lee Jeong-beom (* 1971), südkoreanischer Filmregisseur
- Lee Jeong-eun (Golfspielerin, 1988) (Jeongeun Lee5 ; * 1988), südkoreanische Golfspielerin
- Lee Jeong-eun (Leichtathletin) (* 1994), südkoreanische Geherin
- Lee Jeong-eun (Golfspielerin, 1996) (Jeongeun Lee56; * 1996), südkoreanische Golfspielerin
- Lee Jeong-geun (* 1994), südkoreanischer Fußballspieler
- Lee Jeong-il (* 1990), südkoreanischer Naturbahnrodler
- Lee Jeong-jin (* 1993), südkoreanischer Fußballspieler
- Lee Jeong-min (Tennisspieler) (* 1976), südkoreanischer Tennisspieler
- Lee Jeong-min (Fußballspieler) (* 1990), südkoreanischer Fußballspieler
- Lee Jeong-min, eigentlicher Name von Seo Eun-su (* 1994), südkoreanische Schauspielerin
- Lee Jeong-min (Shorttracker) (* 2002), südkoreanischer Shorttracker
- Lee Jhe-huei (* 1994), taiwanischer Badmintonspieler
- Lee Ji-eun (Schauspielerin, 1971) (1971–2021), südkoreanische Schauspielerin
- Lee Ji-eun (Schauspielerin, 1978) (* 1978), südkoreanische Schauspielerin
- Lee Ji-eun (Fußballspielerin) (* 1979), südkoreanische Fußballspielerin
- Lee Ji-eun (Filmregisseurin) (* 1985), südkoreanische Filmregisseurin
- Lee Ji-eun (Schwimmerin) (* 1989), südkoreanische Schwimmerin
- Lee Ji-eun, eigentlicher Name von IU (Sängerin) (* 1993), südkoreanische Sängerin
- Lee Ji-eun (Schauspielerin, 1999) (* 1999), südkoreanische Schauspielerin
- Lee Ji-han (* 2003), südkoreanischer Fußballspieler
- Lee Ji-hyun (Schwimmerin, 1978) (* 1978), südkoreanische Schwimmerin
- Lee Ji-hyun (Schwimmerin, 1979) (* 1979), südkoreanische Schwimmerin
- Lee Ji-hyun (Schwimmerin, 1982) (* 1982), südkoreanische Schwimmerin
- Lee Ji-hyun (Squashspielerin) (* 1993), südkoreanische Squashspielerin
- Lee Ji-young (Hockeyspielerin) (* 1971), südkoreanische Hockeyspielerin
- Lee Ji-young (Tennisspielerin) (* 1984), südkoreanische Tennisspielerin
- Lee Ji-young (Schwimmerin) (* 1989), südkoreanische Schwimmerin
- Lee Ji-young (Curlerin) (* 1999), südkoreanische Curlerin
- Lee Jin-ho (* 1984), südkoreanischer Fußballspieler
- Lee Jin-hyun (* 1997), südkoreanischer Fußballspieler
- Lee Jin-ki (* 1989), südkoreanischer Sänger, siehe Onew
- Lee Jin-kwon (Tischtennisspieler) (* 1987), südkoreanischer Tischtennisspieler
- Lee Jin-taek (* 1972), südkoreanischer Hochspringer
- Lee Jin-woo (* 1986), südkoreanischer Eisschnellläufer
- Lee Ji-yun (* 1966), neuseeländische Journalistin und Politikerin (New Zealand National Party), siehe Melissa Lee (Politikerin)
- Lee Jong-boon (* 1982), südkoreanische Badmintonspielerin
- Lee Jong-cheon (* 1999), südkoreanischer Fußballspieler
- Lee Jong-hwa (* 1963), südkoreanischer Fußballspieler
- Lee Jong-min (Badminton) (* 2006), südkoreanischer Badmintonspieler
- Lee Jong-min (Fußballspieler, 1983) (* 1983), südkoreanischer Fußballspieler
- Lee Jong-min (Fußballspieler, 1987) (* 1987), südkoreanischer Fußballspieler
- Lee Jong-min (Schwimmer) (* 1982), südkoreanischer Schwimmer
- Lee Jong-min (Tennisspieler) (* 1977), südkoreanischer Tennisspieler
- Lee Jong-min (Eishockeyspieler) (* 1998), südkoreanisch-kanadischer Eishockeyspieler
- Lee Jong-suk (* 1989), südkoreanischer Schauspieler
- Lee Jong-uk (* 1999), südkoreanischer Fußballspieler
- Lee Jong-woo (* 1985), südkoreanischer Eisschnellläufer
- Lee Jong-wook (1945–2006), südkoreanischer Mediziner und Medizinfunktionär
- Lee Joo Hyun (* um 1975), US-amerikanische Badmintonspielerin
- Lee Joo-hyung (* 1973), südkoreanischer Turner
- Lee Joon (* 1988), südkoreanischer Schauspieler, Sänger, Model und Hörfunkmoderator
- Lee Joon Gi (* 1982), südkoreanischer Schauspieler
- Lee Joon-ho (* 1965), südkoreanischer Shorttracker
- Lee Joon-hwan (* 2002), südkoreanischer Judoka
- Lee Joon-suk (* 2000), südkoreanischer Fußballspieler
- Lee Ju-ho (Politiker) (* 1961), südkoreanischer Politiker und Wirtschaftswissenschaftler
- Lee Ju-ho (Schwimmer) (* 1995), südkoreanischer Schwimmer
- Lee Ju-mi (* 1989), südkoreanische Radsportlerin
- Lee Ju-yeon (* 1987), südkoreanische Eisschnellläuferin
- Lee Jun-gil (* 1985), südkoreanischer Skilangläufer
- Lee Jun-ho (Fußballspieler) (* 1989), südkoreanischer Fußballspieler
- Lee Jun-ho (Entertainer) (* 1990), südkoreanischer Entertainer und Sänger
- Lee Jun-ho (Turner) (* 1995), südkoreanischer Turner
- Lee Jun-hwan (* 1977), südkoreanischer Shorttracker
- Lee Jun-hyeok (* 2001), südkoreanischer Sprinter
- Lee Jun-ik (* 1959), südkoreanischer Filmregisseur und Produzent
- Lee Jun-ki (Fußballspieler) (* 1982), südkoreanischer Fußballspieler
- Lee Jun-seok (* 1985), südkoreanischer Politiker
- Lee June-seo (* 2000), südkoreanischer Shorttracker
- Lee Jung-baek (* 1986), südkoreanischer Ringer
- Lee Jung-eun (* 1970), südkoreanische Schauspielerin
- Lee Jung-hoon (* 1993), südkoreanischer E-Sportler
- Lee Jung-hyun (* 1980), südkoreanische Sängerin
- Lee Jung-il (* 1956), südkoreanischer Fußballspieler
- Lee Jung-jae (* 1972), südkoreanischer Schauspieler
- Lee Jung-mi (Juristin) (* 1962), südkoreanische Richterin
- Lee Jung-mi (Politikerin) (* 1966), südkoreanische Politikerin
- Lee Jung-mi (Badminton) (* 1970), südkoreanische Badmintonspielerin
- Lee Jung-moon (* 1998), südkoreanischer Fußballspieler
- Lee Jung-seob (1916–1956), südkoreanischer Maler
- Lee Jung-sik (* 1985), südkoreanischer Biathlet und Skilangläufer
- Lee Jung-soo (* 1980), südkoreanischer Fußballspieler
- Lee Jung-su (* 1989), südkoreanischer Shorttracker
- Lee Jung-tae (* 1996), südkoreanischer Sprinter
- Lee Jung-woo (* 1984), südkoreanischer Tischtennisspieler

#### K
- Lee Ka-Yi (* 1993), Hongkonger Squashspielerin
- Kai-Fu Lee (* 1961), taiwanischer Informatiker, Unternehmer, Investor und Autor
- Lee Kang-hee (* 2001), südkoreanischer Fußballspieler
- Lee Kang-heok (* 1985), südkoreanischer Eisschnellläufer
- Lee Kang-hyun (* 1998), südkoreanischer Fußballspieler
- Lee Kang-in (* 2001), südkoreanischer Fußballspieler
- Lee Kang-jin (* 1986), südkoreanischer Fußballspieler
- Lee Kang-jo (* 1954), südkoreanischer Fußballspieler
- Lee Kang-seok (* 1985), südkoreanischer Eisschnellläufer
- Lee Kang-seok (Gewichtheber) (* 1960), südkoreanischer Gewichtheber
- Lee Kang-seok (Boxer) (* 1967), südkoreanischer Boxer
- John Baptist Lee Keh-mien (* 1958), taiwanischer Priester, Bischof von Hsinchu
- Lee Keon-pil (* 1985), südkoreanischer Fußballspieler
- Lee Keum-nam (* 1976), südkoreanische Fechterin
- Lee Keum-taek (* 1942), südkoreanischer Boxer
- Lee Keun-ho (* 1985), südkoreanischer Fußballspieler
- Lee Keun-ho (Fußballspieler, 1996) (* 1996), südkoreanischer Fußballspieler
- Lee Keun-su (* 1946), südkoreanische Volleyballspielerin
- Lee Ki-bok (* 1995), südkoreanischer Curler
- Lee Ki-bum (* 1970), südkoreanischer Fußballspieler
- Peter Lee Ki-heon (* 1947), nordkoreanischer Geistlicher, Bischof von Uijongbu
- Lee Ki-ho (Handballspieler) (* 1970), südkoreanischer Handballspieler
- Lee Ki-ho (* 1984), südkoreanischer Eisschnellläufer
- Lee Ki-hyung (* 1974), südkoreanischer Fußballspieler
- Lee Ki-je (* 1991), südkoreanischer Fußballspieler
- Lee Ki-jeong (* 1995), südkoreanischer Curler
- Lee Ki-joo (1926–1996), südkoreanischer Fußballspieler
- Lee Ki-joon (* 2001), südkoreanischer Fußballspieler
- Lee Ki-keun (* 1965), südkoreanischer Fußballspieler
- Lee Ki-ro (* 1975), südkoreanischer Rodler
- Lee Ki-sun (* 1966), südkoreanische Handballspielerin
- Lee Ki-yeol (* 1940), südkoreanischer Ringer
- Lee Kil-yong (Fußballspieler, 1959) (* 1959), südkoreanischer Fußballspieler
- Lee Kil-yong (Fußballspieler, 1976) (* 1976), südkoreanischer Fußballspieler
- Lee Kin Tat (* ~1935), singapurischer Badmintonspieler
- Anthony Lee Kok Hin (* 1937), malaysischer Priester
- Lee Kong-yu (* 1980), südkoreanische Handballspielerin
- Lee Kuan Yew (1923–2015), singapurischer Politiker, Premierminister
- Lawrence Lee Khui Fatt (* 1948), Schweizer Künstler und Dichter, siehe Lawrence Lee
- Lee Kun-hee (1942–2020), südkoreanischer Unternehmer
- Lee Kwan-woo (* 1978), südkoreanischer Fußballspieler
- Lee Kwang-jin (* 1970), südkoreanischer Badmintonspieler
- Lee Kwang-ik (* 1969), südkoreanischer Leichtathlet
- Lee Kwang-jae (* 1941), südkoreanischer Turner
- Lee Kwang-ju (* 1938), südkoreanischer Boxer
- Lee Kwang-keun (* 1970), südkoreanischer Opernsänger mit der Stimmlage Bariton
- Lee Kwang-nam (* 1966), südkoreanischer Handballspieler
- Lee Kwang-ro (* 1991), südkoreanischer Biathlet
- Lee Kwang-sun (* 1969), südkoreanische Ruderin
- Lee Kwang-yeong (* 1946), südkoreanischer Eiskunstläufer
- Lee Kwang-ro (* 1991), südkoreanischer Biathlet
- Lee Kwi-yu (* 1972), südkoreanischer Hockeyspieler
- Lee Kyeong-yeong (* 1960), südkoreanischer Schauspieler
- Lee Kyoung-mi (* 1973), südkoreanische Filmregisseurin
- Lee Kyu-hyeok (* 1978), südkoreanischer Eisschnellläufer
- Lee Kyu-hyong (* 1997), südkoreanischer Sprinter
- Lee Kyu-ra (* 1989), südkoreanische Schwimmerin
- Lee Kyu-ro (* 1988), südkoreanischer Fußballspieler
- Lee Kyung-choon (* 1969), südkoreanischer Fußballspieler
- Lee Kyung-geun (* 1962), südkoreanischer Judoka
- Lee Kyung-hui (Eisschnellläuferin) (* 1958), südkoreanische Eisschnellläuferin
- Lee Kyung-hui (Hockeyspielerin) (* 1970), südkoreanische Hockeyspielerin
- Lee Kyung-hwan (1988–2012), südkoreanischer Fußballspieler
- Lee Kyung-ja (* 1964), südkoreanische Eisschnellläuferin
- Lee Kyung-nam (* 1980), südkoreanische Eisschnellläuferin
- Lee Kyung-seop (* 1922), südkoreanischer Gewichtheber
- Lee Kyung-su (Fußballspieler) (* 1973), südkoreanischer Fußballspieler
- Lee Kyung-su (Volleyballspieler) (* 1979), südkoreanischer Volleyballspieler
- Lee Kyung-won (* 1980), südkoreanische Badmintonspielerin

#### L
- Lee Lai-shan (* 1970), chinesische Seglerin (Hongkong)
- Lee Lang (* 1986), südkoreanische Sängerin
- Lee Lim-saeng (* 1971), südkoreanischer Fußballspieler

#### M
- Lee Man Tat (1929–2021), Unternehmer und Milliardär
- Lee Man-hee (Regisseur) (1931–1975), südkoreanischer Filmregisseur
- Lee Man-hee (Shincheonji) (* 1931), koreanischer Missionar
- Lee Matthew Shieh-Ming (* 1956), taiwanischer Diplomat
- Lee Meng-chian (* 1981), taiwanischer Fußballspieler
- Lee Meng Yean (* 1994), malaysische Badmintonspielerin
- Lee Meng-yuan (Badminton) (* 1960), taiwanischer Badmintonspieler
- Lee Meng-yuan (Sportschütze) (* 1994), taiwanischer Sportschütze
- Lee Mi-gyu (* 1988), südkoreanische Tischtennisspielerin
- Lee Mi-kyung (Politikerin) (* 1950), südkoreanische Politikerin
- Lee Mi-kyung (Sportschützin) (* 1969), südkoreanische Sportschützin
- Lee Mi-kyung (Leichtathletin) (* 1975), südkoreanische Mittel- und Langstreckenläuferin
- Lee Mi-kyung (Handballspielerin) (* 1991), südkoreanische Handballspielerin
- Lee Mi-ok (Tennisspielerin), südkoreanische Tennisspielerin
- Lee Mi-ok (Leichtathletin) (* 1968), südkoreanische Langstreckenläuferin
- Lee Mi-ok (Schiedsrichterin), südkoreanische Hockeyschiedsrichterin
- Lee Mi-ok (Badminton) (* um 1980), südkoreanische Badmintonspielerin
- Lee Mi-ye (* 1990), südkoreanische Schriftstellerin
- Lee Mi-yeon (* 1971), südkoreanische Schauspielerin
- Lee Mi-young (* 1979), südkoreanische Kugelstoßerin
- Lee Min-ah (* 1991), südkoreanischer Fußballspielerin
- Lee Min-ho (* 1987), südkoreanischer Schauspieler
- Lee Min-hu (* 1979), südkoreanischer Fußballschiedsrichter
- Lee Min-ji (* 1995), südkoreanische Badmintonspielerin
- Lee Min Jin (* 1968), koreanisch-amerikanische Schriftstellerin und Journalistin
- Lee Min-jung (* 1982), südkoreanische Schauspielerin
- Lee Min-ki (* 1985), südkoreanischer Schauspieler
- Lee Min-seong (* 1973), südkoreanischer Fußballspieler und -trainer
- Lee Min-sung (* 1973), südkoreanischer Fußballspieler
- Lee Min-woo (* 1979), südkoreanischer Sänger
- Lee Min-young (* 1991), südkoreanische Fußballtrainerin
- Lee Moon-young (* 1965), südkoreanischer Fußballtorhüter
- Lee Mou-chou (* 1971), taiwanischer Badmintonspieler
- Lee Myung-bak (* 1941), südkoreanischer Politiker, Präsident 2008 bis 2013
- Lee Myung-hee (* 1969), südkoreanische Badmintonspielerin
- Lee Myung-se (* 1957), südkoreanischer Filmregisseur

#### N
- Lee Na-eun (* 1999), südkoreanische Sängerin und Schauspielerin
- Lee Na-young (* 1979), südkoreanische Schauspielerin
- Lee Nak-yon (* 1951), südkoreanischer Politiker und Premierminister
- Lee Nam-sun (* 1961), südkoreanische Eisschnellläuferin

#### O
- Lee Ok-sung (* 1981), südkoreanischer Boxer

#### P
- Lee Pin-hsien (* 1989), taiwanischer Fußballspieler
- Mark Lee Ping Bin (* 1954), taiwanischer Kameramann
- Lee Pei-chi (* 1994), taiwanische Tennisspielerin

#### Q
- Lee Quede (1913–1965/87), südkoreanischer Maler

#### R
- Lee Re (* 2006), südkoreanische Schauspielerin

#### S
- Lee Sang-bok (* 1968), südkoreanischer Badmintonspieler
- Lee Sang-jin (Fußballspieler) (* 2000), südkoreanischer Fußballspieler
- Sang Chun Lee (1954–2004), südkoreanisch-US-amerikanischer Karambolagespieler
- Lee Joo-sil (1944–2025), südkoreanische Schauspielerin
- Lee Sang-hee (* 1945), südkoreanischer Politiker und General
- Lee Sang-ho (Ringer) (* 1963), südkoreanischer Ringer
- Lee Sang-ho (Komponist) (* 1968), südkoreanischer Komponist und Arrangeur
- Lee Sang-ho (Fußballspieler, 1981) (* 1981), südkoreanischer Fußballspieler
- Lee Sang-ho (Fußballspieler, 1987) (* 1987), südkoreanischer Fußballspieler
- Lee Sang-ho (Snowboarder) (* 1995), südkoreanischer Snowboarder
- Lee Sang-hun (Basketballspieler), südkoreanischer Basketballspieler
- Lee Sang-hun (Leichtathlet) (* 1938), südkoreanischer Leichtathlet
- Lee Sang-hun (Fußballspieler) (* 1975), südkoreanischer Fußballspieler
- Lee Sang-hwa (* 1989), südkoreanische Eisschnellläuferin
- Lee Sang-hyeok (* 1996), südkoreanischer E-Sportler
- Lee Sang-il (* 1974), japanischer Filmregisseur
- Lee Sang-joon (* 1992), südkoreanischer Badmintonspieler
- Lee Sang-ki (* 1966), südkoreanischer Fechter
- Lee Sang-su (* 1990), südkoreanischer Tischtennisspieler
- Lee Sang-yi (* 1922), südkoreanischer Fußballspieler
- Lee Sang-yong (* 1981), südkoreanischer Fußballspieler
- Lee Sang-yoon (* 1969), südkoreanischer Fußballspieler
- Lee Sang-yun (* 1930), koreanischer Tennisspieler
- Se-Jin Lee (* 1958), koreanisch-amerikanischer Molekularbiologe und Genetiker
- Lee Se-young (* 1992), südkoreanische Schauspielerin
- Lee Sedol (* 1983), südkoreanischer Gospieler
- Lee Seo-el, südkoreanische Schauspielerin und Model
- Lee Seo-woo (1633–1709), koreanischer Philosoph, Dichter, Politiker und Künstler
- Lee Seon-bae (* 1939), südkoreanischer Radrennfahrer
- Lee Seong-ae (* 1962), südkoreanische Eisschnellläuferin
- Lee Seong-bok (* 1952), südkoreanischer Autor
- Lee Seong-deok (1912–1968), japanischer Eisschnellläufer
- Linus Lee Seong-hyo (* 1957), südkoreanischer Geistlicher, Bischof von Masan
- Lee Seul-gi (Schiedsrichterin) (* 1980), südkoreanische Fußballschiedsrichterassistentin
- Lee Seul-gi (Fußballspielerin) (* 1995), südkoreanische Fußballspielerin
- Lee Seung-bae (* 1971), südkoreanischer Boxer
- Lee Seung-chul (* 1966), südkoreanischer Sänger
- Lee Seung-hee (* 1970), südkoreanische Künstlerin und Filmemacherin, siehe Nikki S. Lee
- Lee Seung-hee (Fußballspieler) (* 1988), südkoreanischer Fußballspieler
- Lee Seung-hoon (Eisschnellläufer) (* 1988), südkoreanischer Eisschnellläufer
- Lee Seung-hoon (Boxer) (* 1960), südkoreanischer Boxer
- Lee Seung-hoon (Sportschütze) (* 2003), südkoreanischer Sportschütze
- Lee Seung-hoon (Freestyle-Skier) (* 2005), südkoreanischer Freestyle-Skier
- Lee Seung-hun (Radsportler) (* 1938), südkoreanischer Radrennfahrer
- Lee Seung-hyun (Fußballspieler) (* 1985), südkoreanischer Fußballspieler
- Lee Seung-hyun, bekannt als Seungri, (* 1990), südkoreanischer Sänger
- Lee Seung-hyun (E-Sportler) (Life; * 1997), südkoreanischer E-Sportler
- Lee Seung-jae (Produzent), südkoreanischer Filmproduzent
- Lee Seung-jae (Eishockeyspieler, 1977) (* 1977), südkoreanischer Eishockeyspieler
- Lee Seung-jae (Shorttracker) (* 1982), südkoreanischer Shorttracker
- Lee Seung-jae (Baseballspieler) (* 1983), südkoreanischer Baseballspieler
- Lee Seung-jae (Tennisspieler) (* 1985), südkoreanischer Tennisspieler
- Lee Seung-jae (Fußballspieler) (* 1998), südkoreanischer Fußballspieler
- Lee Seung-jae (Eishockeyspieler, 2003) (* 2003), südkoreanischer Eishockeyspieler
- Lee Seung-ki (* 1988), südkoreanischer Fußballspieler
- Lee Seung-ryul (* 1989), südkoreanischer Fußballspieler
- Lee Seung-won (Regisseur) (* 1977), südkoreanischer Filmregisseur
- Lee Seung-won (Fechter) (* 1979), südkoreanischer Fechter
- Lee Seung-won (Volleyballspieler) (* 1993), südkoreanischer Volleyballspieler
- Lee Seung-won (Fußballspieler, 1997) (* 1997), südkoreanischer Fußballspieler
- Lee Seung-woo (* 1998), südkoreanischer Fußballspieler
- Lee Seung-yun (Politiker) (1931–2020), südkoreanischer Politiker
- Lee Seung-yun (Leichtathlet) (* 1989), südkoreanischer Leichtathlet
- Lee Seung-yun (Bogenschütze) (* 1995), südkoreanischer Bogenschütze
- Lee Seung-yup (Eishockeyspieler, 1984) (* 1984), südkoreanischer Eishockeyspieler
- Lee Seung-yup (Eishockeyspieler, 1990) (* 1990), südkoreanischer Eishockeytorwart
- Lee Shau Kee (1928–2025), chinesischer Immobilienunternehmer
- Lee Sheng-mu (* 1986), taiwanischer Badmintonspieler
- Lee Shui-chang, taiwanischer Tennisspieler
- Lee Si-heon (* 1998), südkoreanischer Fußballspieler
- Lee Si-young (* 1982), südkoreanische Schauspielerin
- Lee So-dam (* 1994), südkoreanische Fußballspielerin
- Lee So-hee (* 1994), südkoreanische Badmintonspielerin
- Lee So-ra (* 1994), südkoreanische Tennisspielerin
- Lee So-youn (* 1993), südkoreanische Shorttrackerin
- Lee So-young (* 1985), südkoreanische Politikerin
- Lee Soo-bin (Manager) (* 1939), südkoreanischer Manager
- Lee Soo-bin (Fußballspieler) (* 2000), südkoreanischer Fußballspieler
- Lee Soo-chul (1966–2011), südkoreanischer Fußballspieler und -trainer
- Lee Soo-hyuck (Diplomat) (* 1949), südkoreanischer Politiker und Diplomat
- Lee Soo-Hyuk (* 1988), südkoreanisches Model und Schauspieler
- Lee Soo-man (* 1952), südkoreanischer Sänger, Musikproduzent und Unternehmer
- Lee Soo-nam (1927–1984), südkoreanischer Fußballspieler
- Lee Soo-sung (* 1939), südkoreanischer Politiker und Premierminister
- Lee Soon-deuk (* 1979), südkoreanische Badmintonspielerin
- Lee Soon-ja (* 1939), südkoreanische First Lady
- Lee Soon-ok (* 1947), nordkoreanische Menschenrechtsaktivistin
- Lee Su-young (* 1989), südkoreanischer Biathlet
- Lee Suji (* 1998), südkoreanische Popsängerin
- Lee Su-jin (* 1977), südkoreanischer Filmregisseur
- Lee Su-jung (* 1993), südkoreanische Kugelstoßerin
- Lee Suk-ho (* 1973), südkoreanischer Badmintonspieler
- Lee Sun-ae (* 1994), südkoreanische Leichtathletin
- Lee Sun-bin (* 1994), südkoreanische Schauspielerin und Sängerin
- Lee Sun-hee (* 1978), südkoreanische Taekwondoin
- Lee Sun-kyun (1975–2023), südkoreanischer Schauspieler
- Lee Sung-kyung (* 1990), südkoreanische Schauspielerin und Sängerin
- Lee Sun-won (* 1958), südkoreanischer Schriftsteller
- Lee Sun-young (* 1984), südkoreanische Marathonläuferin
- Lee Sung-jae (* 1970), südkoreanischer Schauspieler
- Lee Sung-jin (* 1985), südkoreanische Bogenschützin
- Lee Sung-yong (* 1988), südkoreanischer Fußballspieler
- Lee Sung-yoon (* 2000), südkoreanischer Fußballspieler
- Lee Sung-yuan (* 1971), taiwanischer Badmintonspieler
- Lee Sung-U (* 1959), südkoreanischer Autor
- Lee Sze Min (* 1979), Fußballspieler für Hongkong
- Lee Sze-wing (* 2001), Hongkonger Radrennfahrerin

#### T
- Lee Tae-ho (* 1961), südkoreanischer Fußballspieler
- Lee Tae-hong (* 1964), südkoreanischer Fußballspieler
- Lee Taemin (* 1993), südkoreanischer Sänger, Tänzer und Schauspieler
- Lee Tae-seok (* 2002), südkoreanischer Fußballspieler
- Lee Tae-yeop (* 1959), südkoreanischer Fußballspieler
- Lee Tai-lin (* 1985), taiwanischer Fußballspieler
- Lee Tai-young (1914–1998), südkoreanische Anwältin und Richterin
- Lee Teng-hui (1923–2020), taiwanischer Politiker
- Lee Tong-won (* ?), südkoreanischer Tennisspieler
- Lee Tsuen Seng (* 1979), malaysischer Badmintonspieler

#### U
- Lee Ufan (* 1936), koreanischer Maler und Bildhauer
- Lee Uh-hyeong (* 1966), südkoreanischer Fußballspieler und -trainer
- Lee Ungno (1904–1989), südkoreanischer Maler

#### W
- Lee Wai-Chin (* ?), malaysischer Tennisspieler
- Lee Wai Leng (* 1969), malaysische Badmintonspielerin
- Lee Wai Lim (* 1981), Fußballspieler für Hongkong
- Lee Wai Lun (* 1981), Fußballspieler für Hongkong
- Lee Wai Man (* 1973), Fußballspieler für Hongkong
- Lee Wai-sze (* 1987), chinesische Bahnradsportlerin (Hongkong)
- Lee Wan (* 1984), südkoreanischer Schauspieler
- Lee Wan-koo (1950–2021), südkoreanischer Politiker
- Lee Wan Wah (* 1975), malaysischer Badmintonspieler
- Lee Wei-cheng (* 1985), taiwanischer Radrennfahrer
- Lee Wei-jen (* 1975), taiwanischer Badmintonspieler
- Lee Wen-yi (* 2002), taiwanische Skirennläuferin
- Lee Won-jong (* 1966), südkoreanischer Film- und Fernsehschauspieler
- Lee Won-young (* 1981), südkoreanischer Fußballspieler
- Lee Won-jae (Fußballspieler, 1986) (* 1986), südkoreanischer Fußballspieler
- Lee Wong-jae (* 1986), südkoreanischer Radrennfahrer
- Lee Woo-ryong (* 1961), südkoreanischer Tennisspieler
- Lee Woo-seok (* 1997), südkoreanischer Bogenschütze
- Lee Woo-young (* 1973), südkoreanischer Fußballspieler
- Lee Woon-jae (* 1973), südkoreanischer Fußballtorwart

#### Y
- Lee Ya-hsin (* 2001), taiwanische Tennisspielerin
- Lee Ya-hsuan (* 1995), taiwanische Tennisspielerin
- Lee Yang (* 1995), taiwanischer Badmintonspieler
- Lee Yang-hee (* 1956), südkoreanische Entwicklungspsychologin und Hochschullehrerin
- Lee Ye-ra (* 1987), südkoreanische Tennisspielerin
- Lee Yen Hui Kendrick (* 1984), singapurischer Badmintonspieler
- Lee Yeon-hee (* 1988), südkoreanische Schauspielerin
- Lee Yeon-ju (* 1964), südkoreanische Eisschnellläuferin
- Lee Yeon-kyung (* 1981), südkoreanische Hürdenläuferin
- Lee Yeong-ae (* 1971), südkoreanische Schauspielerin
- Lee Yeong-ha (1956–2019), südkoreanischer Eisschnellläufer
- Lee Yeong-min (* 1973), südkoreanisch-argentinischer Fußballspieler und Fußballtrainer
- Lee Yi Shyan (* 1962), singapurischer Politiker
- Lee Yong (Politiker) (1888–1954), nordkoreanischer Politiker
- Lee Yong (Rennrodler) (* 1978), südkoreanischer Rennrodler
- Lee Yong (Fußballspieler, 1986) (* 1986), südkoreanischer Fußballspieler
- Lee Yong (Fußballspieler, 1989) (* 1989), südkoreanischer Fußballspieler
- Lee Yong-dae (* 1988), südkoreanischer Badmintonspieler
- Lee Yong-jin (* 1972), südkoreanischer Fußballspieler
- Lee Yong-jun (* 1985), südkoreanischer Eishockeyspieler
- Lee Yong-rae (* 1986), südkoreanischer Fußballspieler
- Lee Yoo-hyung (1911–2003), südkoreanischer Fußballspieler
- Lee Yoo-young (* 1989), südkoreanische Schauspielerin
- Lee Yoon-chul (* 1982), südkoreanischer Hammerwerfer
- Lee Yoon-ki (* 1965), südkoreanischer Filmregisseur und Drehbuchautor
- Lee You-mi (* 1994), südkoreanische Schauspielerin
- Lee Youn-ho (Botschafter), südkoreanischer Diplomat
- Lee Young-ah (* 1984), südkoreanische Schauspielerin
- Lee Young-deok († 2010), südkoreanischer Politiker
- Lee Young-do (* 1972), südkoreanischer Schriftsteller
- Lee Young-ho (* 1992), südkoreanischer E-Sportler
- Lee Young-ik (* 1966), südkoreanischer Fußballspieler
- Lee Young-Jae (* 1951), südkoreanische Keramikkünstlerin
- Lee Young-jin (Fußballspieler, 1963) (* 1963), südkoreanischer Fußballspieler
- Lee Young-jin (Fußballspieler, 1972) (* 1972), südkoreanischer Fußballspieler
- Lee Young-jin (Schauspieler) (* 1981), südkoreanische Schauspielerin
- Lee Young-ju (* 1992/93), südkoreanische Fußballspielerin
- Lee Young-jun (Eishockeyspieler) (* 1991), südkoreanischer Eishockeyspieler
- Lee Young-jun (Fußballspieler) (* 2003), südkoreanischer Fußballspieler
- Lee Young-moo (* 1953), südkoreanischer Fußballspieler
- Lee Young-pyo (* 1977), südkoreanischer Fußballspieler
- Lee Young-sang (* 1967), südkoreanischer Fußballspieler
- Lee Young-soon (* ~1945), südkoreanische Badmintonspielerin
- Lee Young-suk (* 1970), südkoreanischer Badmintonspieler
- Lee Yo-won (* 1980), südkoreanische Schauspielerin
- Lee Yubi (* 1990), südkoreanische Schauspielerin
- Lee Yu-bin (* 2001), südkoreanische Shorttrackerin
- Lee Yu-won (* 1984), südkoreanischer Eishockeyspieler
- Lee Yul-woo (1967–2009), südkoreanischer Boxer
- Lee Yun-hwa (* 1985), südkoreanische Badmintonspielerin
- Lee Yun-oh (* 1999), südkoreanischer Fußballspieler

#### Z
- Lee Zi-on (* 1996), südkoreanische Tischtennisspielerin
- Lee Zii Jia (* 1998), malaysischer Badmintonspieler

### Nachgestellter Familienname (westlich)

#### A
- Abbey Lee (* 1987), australisches Model, Schauspielerin und Musikerin
- Adruitha Lee (* um 1960), US-amerikanische Friseurin
- Ae Hee Lee (* 1982), südkoreanische Künstlerin
- Ai-Ling Lee, Tontechnikerin
- AJ Lee (* 1987), US-amerikanische Wrestlerin
- Alan Lee (Künstler) (* 1947), britischer Illustrator und Filmdesigner
- Alan Lee (Fußballspieler, 1960) (* 1960), schottischer Fußballspieler
- Alan Lee (Fußballspieler, 1978) (* 1978), irischer Fußballspieler
- Alan Lee (Synchronsprecher) (* 1996), US-amerikanischer Synchronsprecher
- Alan David Lee (* vor 1981), australischer Schauspieler
- Albert Lee (* 1943), britischer Gitarrist
- Alberto Lee López (1927–1992), kolumbianischer römisch-katholischer Ordensgeistlicher, Apostolischer Präfekt von Guapi
- Alec Nevala-Lee (* 1980), US-amerikanischer Biograf und Schriftsteller
- Alex Lee (* 1990), Fußballspieler für Guam
- Alexandre Lee (* 1977), brasilianischer Judoka
- Alexondra Lee (* 1975), US-amerikanische Schauspielerin
- Alfred McClung Lee (1906–1992), US-amerikanischer Soziologe
- Alice Lee (Mathematikerin) (1858–1939), britische Mathematikerin und Hochschullehrerin
- Alice Lee (Schauspielerin) (* 1989), US-amerikanische Schauspielerin und Sängerin
- Alice Lee (Schachspielerin) (* 2009), US-amerikanische Schachspielerin
- Alvin Lee (1944–2013), britischer Bluesgitarrist
- Amasa Coleman Lee (1880–1962), US-amerikanischer Politiker
- Amos Lee (* 1978), US-amerikanischer Singer-Songwriter
- Amy Lee (* 1981), US-amerikanische Sängerin
- Anders Lee (* 1990), US-amerikanischer Eishockeyspieler
- Andrea Lee (Schriftstellerin) (* 1953), US-amerikanische Journalistin und Schriftstellerin
- Andrea Lee (Kampfsportlerin) (* 1989), US-amerikanische Kampfsportlerin
- Andrea Lee (Skilangläuferin) (* 1990), kanadische Skilangläuferin
- Andrea Lee (Golfspielerin) (* 1998), US-amerikanische Golfspielerin
- Andrea Lee (Squashspielerin) (* 1998), malaysische Squashspielerin
- Andrew E. Lee (1847–1934), US-amerikanischer Politiker
- Andy Lee (Snookerspieler) (* 1980), britisch-chinesischer Snookerspieler
- Andy Lee (Komiker) (* 1981), australischer Komiker, Musiker und Schriftsteller
- Andy Lee (Footballspieler) (* 1982), US-amerikanischer American-Football-Spieler
- Andy Lee (Boxer) (* 1984), irischer Boxer
- Ang Lee (* 1954), taiwanesischer Regisseur und Drehbuchautor
- Ann Lee (1736–1784), britisch-amerikanische Gründerin der christlichen Freikirche der Shaker
- Ann Lee (Sängerin) (* 1967), britische Sängerin
- Anna Lee (Schauspielerin) (1913–2004), US-amerikanische Schauspielerin
- Anna Lee (Musikerin) (* 1995), koreanisch-amerikanische Violinistin
- Annabel Lee (Musikerin), US-amerikanische Musikerin, Autorin, Übersetzerin und Verlegerin
- Anthony-Robert Lee (* 1976), deutscher Landwirt, Funktionär und Politiker
- Arthur Lee (Politiker) (1740–1792), US-amerikanischer Politiker
- Arthur Lee, 1. Viscount Lee of Fareham (1868–1947), britischer Offizier, Diplomat, Politiker und Mäzen
- Arthur Lee (Bildhauer) (1881–1961), US-amerikanischer Bildhauer
- Arthur Lee (Musiker) (1945–2006), US-amerikanischer Rockmusiker
- Arthur Lee (Basketballspieler) (* 1977), US-amerikanischer Basketballspieler
- Arya Lee, iranischer YouTuber, siehe Jay & Arya

#### B
- Bandy Lee (* 1970), US-amerikanische Psychiaterin
- Barbara Lee (* 1946), US-amerikanische Politikerin
- Barrie Lee († 2012), schottischer Boxer
- BeeJay Lee (* 1993), US-amerikanischer Sprinter
- Belinda Lee (1935–1961), britische Schauspielerin
- Ben Lee (Sänger) (* 1978), australischer Musiker und Schauspieler
- Ben Lee (Geiger) (* 1980), britischer Violinist und Komponist
- Benjamin W. Lee (1935–1977), südkoreanisch-US-amerikanischer Physiker
- Benny Lee (* 1965), US-amerikanischer Badmintonspieler
- Bernard Lee (1908–1981), britischer Schauspieler
- Bernard Warburton-Lee (1895–1940), britischer Offizier
- Bill Lee (Footballspieler) (William Earl Lee; 1911–1998), US-amerikanischer American-Football-Spieler
- Bill Lee (Musiker) (William James Edwards Lee; 1928–2023), US-amerikanischer Jazzmusiker
- Bill Lee (Politiker) (* 1959), US-amerikanischer Politiker
- Billy Lee (um 1750–1828), Sklave von George Washington, siehe William Lee (Sklave)
- Billy Lee (Fußballspieler, 1878) (William Henry Lee; 1878–1934), englischer Fußballspieler
- Billy Lee (Fußballspieler, 1919) (William Richard Lee; 1919–1996), englischer Fußballspieler
- Billy Lee (Musiker), amerikanischer Country-Musiker
- Billy Lee (Schauspieler) (eigentlich William Schlenaker; 1929–1989), US-amerikanischer Schauspieler
- Blair Lee III. (1916–1985), US-amerikanischer Politiker
- Braden Lee (* 1983), neuseeländischer Eishockeyspieler
- Brandon Lee (1965–1993), US-amerikanischer Schauspieler
- Brandon Lee (Pornodarsteller) (* 1979), US-amerikanischer Pornofilmdarsteller
- Brandon Lee (Musiker) (* 1983), US-amerikanischer Jazzmusiker
- Brandon Lee W., US-amerikanischer Schauspieler und Filmschaffender
- Brenda Lee (* 1944), US-amerikanische Countrysängerin
- Brian Lee (Wrestler) (* 1966), US-amerikanischer Wrestler
- Brian Lee (Eishockeyspieler, 1984) (* 1984), US-amerikanischer Eishockeyspieler
- Brian Lee (Eishockeyspieler, 1987) (* 1987), US-amerikanischer Eishockeyspieler und -trainer
- Brodie Lee (eigentlich Jon Huber; 1979–2020), US-amerikanischer Wrestler
- Brook Lee (* 1971), US-amerikanische Schönheitskönigin
- Brooke Nichole Lee, australische Schauspielerin
- Brooklyn Lee (* 1989), US-amerikanische Pornodarstellerin
- Bruce Lee (1940–1973), US-amerikanischer Schauspieler
- Bud Lee (* 1955), US-amerikanischer Pornofilmproduzent
- Buddy Lee (* 1933), US-amerikanischer Schauspieler, siehe Robert Fuller (Schauspieler)
- Bunny Lee (1941–2020), jamaikanischer Musiker
- Butch Lee (* 1965), puerto-ricanischer Basketballspieler
- Byron Lee (1935–2008), jamaikanischer Musiker

#### C
- C. S. Lee (* 1971), südkoreanischer Schauspieler und Regisseur
- Canada Lee (1907–1952), US-amerikanischer Schauspieler und Sportler
- Carol Ann Lee (* 1969), britische Schriftstellerin
- Cassie Lee (* 1992), australische Wrestlerin
- Chang-Rae Lee (* 1965), US-amerikanischer Schriftsteller
- Charles Lee (General) (1732–1782), britischer General
- Charles Lee (Politiker) (1758–1815), US-amerikanischer Jurist und Politiker
- Charles Lee (Cricketspieler) (1924–1999), englischer Cricketspieler
- Charles Lee (Genetiker) (* 1969), koreanisch-kanadischer Genetiker
- Charles Lee (Footballspieler) (* 1977), US-amerikanischer American-Football-Spieler
- Charles Lee (Basketballspieler) (* 1984), US-amerikanischer Basketballspieler und -trainer
- Charles A. Lee (Elektroingenieur) (1922–2001), US-amerikanischer Elektroingenieur
- Charles A. Lee (Leichtathlet) (* 1977), US-amerikanischer Leichtathlet
- Charles Freeman Lee (1927–1997), US-amerikanischer Jazzmusiker
- Charlie Lee (Informatiker) (Charles Lee), US-amerikanischer Informatiker
- Charlie Lee (Fußballspieler) (* 1987), englischer Fußballspieler
- Charlie Lee (Squashspieler) (* 1998), englischer Squashspieler
- Cheltzie Lee (* 1993), australische Eiskunstläuferin
- Chen Kuen Lee (1914–2003), chinesischer Architekt
- Chris Lee (Basketballtrainer), US-amerikanischer Basketballtrainer
- Chris Lee (Filmproduzent) (* um 1956), US-amerikanischer Filmproduzent
- Chris Lee (Politiker, 1964) (* 1964), US-amerikanischer Politiker (New York)
- Chris Lee (* 1975), US-amerikanischer Schlagzeuger, siehe downset.
- Chris Lee (Eishockeytrainer) (1980–2019), kanadischer Eishockeytrainer
- Chris Lee (Eishockeyspieler) (* 1980), kanadischer Eishockeyspieler
- Chris Lee (Politiker, 1981) (* 1981), US-amerikanischer Politiker (Hawaii)
- Chris Lee (Sänger) (* 1982), norwegischer Hiphop-Musiker
- Chris Lee, Künstlername von Li Yuchun (* 1984), chinesische Sängerin
- Chrissy Lee (* 1943), britische Schlagzeugerin und Basndleaderin
- Christopher Lee (1922–2015), englischer Schauspieler
- Cindy Lee, südafrikanische Regisseurin
- Claudia Lee (* 1996), US-amerikanische Schauspielerin, Sängerin und Songwriterin
- Cliff Lee (* 1978), US-amerikanischer Baseballspieler
- CoCo Lee (1975–2023), US-amerikanische Popsängerin
- Connie Lee, US-amerikanische Drehbuchautorin und Songschreiberin
- Consuela Lee (1926–2009), US-amerikanische Jazzmusikerin und Musikpädagogin
- Cora Lee (* 1984), deutsche Sängerin, Komponistin, Texterin und Moderatorin
- Cory Lee (* 1984), kanadische Sängerin und Schauspielerin
- Courtney Lee (* 1985), US-amerikanischer Basketballspieler
- Curtis Lee (1939–2015), US-amerikanischer Rocksänger
- Cynthia Lee Maughan (* 1949), US-amerikanische Videokünstlerin

#### D
- Dagny Holle-Lee (* 1979), deutsche Neurologin, Kopfschmerzexpertin und Buchautorin
- Dai-Keong Lee (1915–2005), US-amerikanischer Komponist
- Dal Joon Lee (1939–2010), US-amerikanischer Tischtennisspieler
- Dale Lee (* 1991), Fußballspieler für Montserrat
- Dan Lee (1969–2005), kanadischer Trickfilmzeichner
- Daniel Lee (Regisseur), Regisseur und Drehbuchautor aus Hongkong
- Daniel Lee (Cellist) (* 1980), US-amerikanischer Cellist
- Daniel Lee (Taekwondoin), uruguayischer Taekwondoin
- Daniel Lee (Designer) (* 1986), britischer Modedesigner
- Daniel Lee (Schwimmer, 1990) (* 1990), sri-lankischer Schwimmer
- Daniel Lee (Schwimmer, 1994) (* 1994), botswanischer Schwimmer
- Daniel Lee (Eishockeyspieler) (* 1997), neuseeländischer Eishockeytorwart
- Daniel Lee (Fußballspieler) (* 2007), amerikanisch-samoanischer Fußballspieler
- Daniel Chi Wo Lee (* 1977), Triathlet aus Hongkong
- Daniel Curtis Lee (* 1991), US-amerikanischer Schauspieler
- Danny Lee (Spezialeffektkünstler) (1919–2014), US-amerikanischer Spezialeffekt-Experte
- Danny Lee (Boxer) (* 1940), britischer Boxer
- Danny Lee (Squashspieler) (* 1962), englischer Squashspieler
- Danny Lee (Rugbyspieler) (* 1976), neuseeländischer Rugbyspieler
- Danny Lee (Golfspieler) (Danny Jin-Myung Lee; * 1990), neuseeländischer Golfspieler
- Danny Lee Sau-Yin (* 1952), Hongkong-chinesischer Schauspieler, Showmaster und Filmemacher
- Dave Lee (Pianist) (* 1926), britischer Jazzmusiker und Filmkomponist
- Dave Lee (Dartspieler) (* 1956), englischer Dartspieler
- Davey Lee (David Lea; 1924–2008), US-amerikanischer Kinderdarsteller
- David Lee (Offizier) (1912–2004), britischer Offizier der Luftstreitkräfte
- David Lee (Tontechniker, 1938) (1938–2008), schottisch-kanadischer Tontechniker
- David Lee (Schlagzeuger) (1941–2021), US-amerikanischer Schlagzeuger
- David Lee (Sportschütze) (* 1948), kanadischer Sportschütze
- David Lee (Politiker) (* 1949), taiwanesischer Politiker und Diplomat
- David Lee (Tontechniker, 1958) (* 1958), australischer Tontechniker
- David Lee (Leichtathlet) (* 1959), US-amerikanischer Leichtathlet
- David Lee (Regisseur), US-amerikanischer Fernsehproduzent, Regisseur und Drehbuchautor
- David Lee (Fußballspieler, 1967) (* 1967), englischer Fußballspieler
- David Lee (Fußballspieler, 1969) (* 1969), englischer Fußballspieler
- David Lee (Fußballspieler, 1980) (* 1980), englischer Fußballspieler
- David Lee (Spezialeffektkünstler), neuseeländischer Spezialeffektkünstler
- David Lee (Volleyballspieler) (* 1982), US-amerikanischer Volleyballspieler
- David Lee (Basketballspieler) (* 1983), US-amerikanischer Basketballspieler
- David Morris Lee (* 1931), US-amerikanischer Physiker
- David S. Lee (Schauspieler) (* 1971), südafrikanischer Schauspieler
- David Russell Lee (Philologe) (1869–1933), US-amerikanischer Klassischer Philologe
- David Russell Lee, bekannt als Joey Negro (* 1964), britischer DJ und Musikproduzent
- Debbie Lee, australische Fernsehproduzentin
- Dee C Lee (Diane Catherine Sealey; * 1961), englische Sängerin
- Della Lee, singapurische Squashspielerin
- Dennis Beynon Lee (* 1939), kanadischer Dichter, Kritiker und Herausgeber
- Derrek Lee (* 1975), US-amerikanischer Baseballspieler
- Derrick Lee (* 1973), schottischer Rugbyspieler
- Desmond Lee (* 1976), singapurischer Politiker
- Devon Lee (* 1975), US-amerikanische Pornodarstellerin
- Dexter Lee (* 1991), jamaikanischer Sprinter
- Dickey Lee (* 1936), US-amerikanischer Sänger
- Dixie Lee (1909–1952), US-amerikanische Schauspielerin und Sängerin
- Dixie Lee Bryant (1862–1949), amerikanische Geologin und Pädagogin
- Donna Lee (* 1960), US-amerikanische Hockeyspielerin
- Doris Lee (1905–1983), US-amerikanische Malerin
- Dorren Lee, kanadische Schauspielerin
- Douglas Lee (* 1977), britischer Tänzer und Choreograf
- Duke R. Lee (1881–1959), US-amerikanischer Schauspieler
- Dwane Lee (* 1979), grenadischer Fußballspieler

#### E
- Edward Lee (Karambolagespieler) (1905–1969), US-amerikanischer Karambolagespieler
- Edward Lee (Basketballspieler) (* 1925), chinesischer Basketballspieler
- Edward Lee (* 1957), US-amerikanischer Autor
- Edward Edson Lee (1884–1944), amerikanischer Schriftsteller
- Edwin Gray Lee (1836–1870), US-amerikanischer Brigadegeneral
- Edwin M. Lee (1952–2017), US-amerikanischer Politiker
- Elizabeth Blair Lee (1818–1906), US-amerikanische Zeitzeugin des Sezessionskriegs
- Ella Lee (* 2003), deutsche Schauspielerin
- Ellie Lee (* 1969), britische Soziologin
- Elmer T. Lee (1919–2013), Brennmeister für Bourbon Whiskey
- Erastus Lee (1916–2006), britisch-US-amerikanischer Ingenieurwissenschaftler
- Eric Lee (* 1922), britischer Fußballspieler
- Erica Lee, US-amerikanische Filmproduzentin
- Eugene Lee (1933–2005), US-amerikanischer Schauspieler
- Eugene Lee (Bühnenbildner) (1939–2023), US-amerikanischer Bühnenbildner
- Eun-Jeung Lee (* 1963), südkoreanische Koreanistin
- Euna Lee (* 1972), US-amerikanische Journalistin
- Eva Lee (* 1986), US-amerikanische Badmintonspielerin
- Ezell Lee (1938–2012), US-amerikanischer Politiker

#### F
- Felipe Lee-Chong (* 1997), chilenischer Fußballspieler
- Felix Lee (* 1975), deutsch-chinesischer Journalist.
- Fitzhugh Lee (1835–1905), amerikanischer General der Konföderierten
- Florence Lee (Schauspielerin, 1864) (1864–1933), US-amerikanische Schauspielerin
- Florence Lee (Schauspielerin, 1888) (1888–1962), US-amerikanische Schauspielerin
- Floy Agnes Lee (1922–2018), US-amerikanische Biologin
- Fonda Lee (* 1979), US-amerikanische Science-Fiction- und Fantasy-Autorin
- Frances Glessner Lee (1878–1962), amerikanische Forensikerin
- Francis Lee (Regisseur) (* 1969), englischer Filmschauspieler, Filmregisseur und Drehbuchautor
- Francis Joseph Lee (1857–1909), englischer Schachspieler
- Francis Lightfoot Lee (1734–1797), US-amerikanischer Politiker
- Francis Preston Blair Lee (1857–1944), US-amerikanischer Politiker
- Francis Lee (Fußballspieler) (1944–2023), englischer Fußballspieler
- Franne Lee (1941–2083), US-amerikanische Kostümbildnerin
- Frank H. Lee (1873–1952), US-amerikanischer Politiker
- Freddie Fingers Lee (1937–2014), britischer Rockabillysänger und Pianist
- Frederick Lee, Baron Lee of Newton (1906–1984), britischer Gewerkschaftsfunktionär und Politiker (Labour Party)

#### G
- Gabriel Warton Lee (1880–1928), schottischer Geologe
- Gabriela Lee (* 1995), rumänische Tennisspielerin
- Gary Lee (Journalist) (* 1956), US-amerikanischer Journalist
- Gary Lee (Footballspieler) (* 1965), US-amerikanischer American-Football-Spieler
- Gary A. Lee (1933–2022), US-amerikanischer Politiker
- Gary Yia Lee (* 1949), australischer Anthropologe
- Geddy Lee (eigentlich Gary Lee Weinrib; * 1953), kanadischer Musiker
- Gee Hye Lee (* 1977), südkoreanische Jazzmusikerin
- Gentry Lee (* 1942), US-amerikanischer Autor
- George Lee (Politiker) (um 1700–1758), englischer Politiker
- George Lee (Leichtathlet) (1886–??), britischer Langstreckenläufer
- George Lee (Schauspieler) (1939–2006), US-amerikanischer Schauspieler
- George Lee (Pilot) (* 1945), britischer Pilot und Segelflieger
- George Lee Larnyoh (1938–2008), ghanesischer Musiker, siehe George Larnyoh
- George E. Lee (1896–1958), US-amerikanischer Musiker und Bandleader
- George P. Lee (1943–2010), US-amerikanischer Mormone
- George Washington Custis Lee (1832–1913), US-amerikanischer General
- Georgia Lee (um 1921–2010), australische Sängerin
- Georgina Lee (* 1981), britische Schwimmerin
- Gerard Lee (* 1951), australischer Schriftsteller, Drehbuchautor und Filmregisseur
- Gideon Lee (1778–1841), US-amerikanischer Politiker
- Gordon Lee (Politiker) (1859–1927), US-amerikanischer Politiker
- Gordon Lee (Fußballspieler) (1934–2022), englischer Fußballspieler und -trainer
- Gordon Lee (Pianist) (* 1953), US-amerikanischer Jazzmusiker
- Grant Lee (* 1961), australischer Fußballspieler
- Gregory S. Lee (1951–2022), US-amerikanischer Basketball- und Beachvolleyballspieler
- Greta Lee (* 1982 oder 1983), US-amerikanische Schauspielerin
- Gwilym Lee (* 1983), britischer Schauspieler
- Gypsy Rose Lee (1911–1970), US-amerikanische Tänzerin, Schauspielerin und Schriftstellerin
- Gwen Lee (1904–1961), US-amerikanische Schauspielerin

#### H
- Ha Young Lee (* 1975), südkoreanische Sängerin (Sopran)
- Hana Mae Lee (* 1988), koreanisch-amerikanische Schauspielerin, Model, Komikerin und Modedesignerin
- Hannelore Lee-Jahnke (* 1945), schweizerische Sprach- und Übersetzungswissenschaftlerin
- Harold B. Lee (1899–1973), US-amerikanischer Präsident der Kirche Jesu Christi der Heiligen der Letzten Tage
- Harper Lee (1926–2016), US-amerikanische Schriftstellerin
- Harriet Lee (1757–1851), englische Schriftstellerin
- Harry Lee (Leichtathlet) (1877–1937), US-amerikanischer Leichtathlet
- Harry Lee (Tennisspieler) (1907–??), britischer Tennisspieler
- Harry Lee (1923–2015), singapurischer Politiker, siehe Lee Kuan Yew
- Harry Lee (Sheriff) (1932–2007), US-amerikanischer Sheriff
- Helen Lee, britisch-französische Biologin
- Henry Lee (Forensiker) (* 1938), US-amerikanischer Forensiker
- Henry Lee III (1756–1818), US-amerikanischer Offizier und Gouverneur
- Henry A. G. Lee († 1851), US-amerikanischer Politiker
- Herbert Lee (1887–1980), britischer Radrennfahrer
- Hermione Lee (* 1948), englische Autorin, Kritikerin und Literaturwissenschaftlerin
- Hock Lai Lee (* um 1980), US-amerikanisch-malaysischer Badmintonspieler
- Hoesung Lee (* 1945), südkoreanischer Ökonom
- Hoon Lee (* 1973), US-amerikanischer Schauspieler
- Howie Lee (1929–2014), kanadischer Eishockeyspieler
- Hyapatia Lee (* 1960), US-amerikanische Pornodarstellerin
- Hyrum Rex Lee (1910–2001), US-amerikanischer Regierungsbeamter, Gouverneur von Amerikanisch-Samoa

#### I
- I-Yang Lee (* 1946), US-amerikanischer Physiker
- Ida Lee (1865–1943), australische Historikerin und Dichterin
- India Lee (* 1988), britische Triathletin
- Isaiah Lee (* 1999), trinidadischer Fußballspieler
- Ivy Lee (1877–1934), US-amerikanischer Autor und Philanthrop

#### J
- J. Bracken Lee (1899–1996), US-amerikanischer Politiker
- Jaap van der Lee († 2013), niederländischer Politiker
- Jack Lee (Fußballspieler, 1876) (John Henry Lee; 1876–1938), englischer Fußballspieler
- Jack Lee (Fußballspieler, 1890) (John Lee; 1890–1955), englischer Fußballspieler
- Jack Lee (Fußballspieler, 1903) (John William Lee; 1903–1990), englischer Fußballspieler
- Jack Lee (Regisseur) (Wilfrid John Raymond Lee; 1913–2002), britischer Filmregisseur
- Jack Lee (Fußballspieler, 1920) (John Lee; 1920–1995), englischer Fußballspieler
- Jack Lee (Musiker) (1952–2023), US-amerikanischer Songwriter und Musiker
- Jackie Lee (Fußballspieler) (1920–1995), englischer Fußballspieler
- Jackie Lee (1928–2008), Pseudonym des US-amerikanischen Sängers und Songwriters Earl Nelson (Sänger)
- Jackie Lee (Sängerin) (* 1936), irische Sängerin
- Jackie Lee (Countrysänger) (* 1991), US-amerikanischer Countrysänger und Songwriter
- Jake E. Lee (* 1957), US-amerikanischer Metal-Gitarrist
- James Lee (Gärtner) (1715–1795), britischer Gärtner
- James Lee (Drehbuchautor) (1923–2002), US-amerikanischer Drehbuchautor
- James Lee (Politiker) (1937–2023), kanadischer Politiker
- James Lee (Basketballspieler) (* 1956), US-amerikanischer Basketballspieler
- James Lee (Sänger) (* 1979), koreanischer Tenorsänger
- James Lee (Footballspieler, 1980) (1980–2016), US-amerikanischer Footballspieler
- James Lee (Footballspieler, 1985) (* 1985), US-amerikanischer Footballspieler
- James B. Lee (1952–2015), US-amerikanischer Banker
- James Kyson Lee (* 1975), US-amerikanischer Schauspieler
- James Madison Lee (1926–2017), US-amerikanischer Heeresoffizier, Generalleutnant der US Army
- James Prince Lee (1804–1869), englischer Geistlicher, Bischof von Manchester
- Janet Lee (* 1976), taiwanische Tennisspielerin
- Janice Y. K. Lee (* 1972), US-amerikanische Autorin
- Jason Lee (Missionar) (1803–1845), amerikanischer Missionar
- Jason Lee (Schauspieler) (* 1970), amerikanischer Schauspieler
- Jason Lee (Hockeyspieler) (* 1970), britischer Hockeyspieler
- Jason Lee (Fußballspieler) (* 1971), englischer Fußballspieler
- Jason Scott Lee (* 1966), amerikanischer Schauspieler
- Jeanette Lee (* 1971), amerikanische Poolbillardspielerin
- Jeanne Lee (1939–2000), US-amerikanische Sängerin, Choreographin und Autorin
- Jeannie T. Lee, Professorin für Genetik und Pathologie
- Jee-Eun Franziska Lee (* 1988), koreanische Pianistin
- Jeewi Lee (* 1987), südkoreanische Künstlerin
- Jefferson Lee, australischer Hochschullehrer
- Jeffrey Lee (* 1971), letzter Aborigineführer der Mirarr und Landeigentümer
- Jehye Lee (* 1986), südkoreanische Geigerin
- Jena Lee (* 1987), französische Sängerin und Songwriterin
- Jennie Lee (Schauspielerin, 1848) (Mary Jane Lee; 1848–1925), US-amerikanische Bühnen- und Stummfilmschauspielerin
- Jennie Lee (Schauspielerin, 1854) (Emily Lee; um 1854–1930), britische Bühnenschauspielerin, Sängerin und Tänzerin
- Jennie Lee (Politikerin) (Janet Bevan Lee, Baroness Lee of Asheridge; 1904–1988), schottische Politikerin (Labour Party), Ministerin der Künste (1964–1970)
- Jennie Lee (Tänzerin) (Virginia Lee Hicks; 1928–1990), US-amerikanische Burlesque-Tänzerin, Pin-up-Model und Schauspielerin
- Jennifer Lee (Schauspielerin) (Jennifer Lee Pryor; * 1949), US-amerikanische Schauspielerin
- Jennifer Lee (Soziologin) (* 1968), US-amerikanische Soziologin und Hochschulprofessorin
- Jennifer Lee (Filmemacherin) (* 1971), US-amerikanische Regisseurin, Drehbuchautorin und Filmproduzentin
- Jennifer Lee (Filmeditorin), Filmeditorin
- Jennifer Lee, US-amerikanische Produzentin von Hip-Hop und elektronischer Musik, siehe Tokimonsta
- Jennifer Lee Laks, US-amerikanische Schauspielerin
- Jennifer Lee Wiggins, US-amerikanische Schauspielerin
- Jervez Lee (* 1992), antiguanischer Fußballspieler
- Jessica Lee Hoi-yan (* 1990), Bahnradsportlerin
- Jessica J. Lee (* 1986), britisch-kanadisch-taiwanesische Autorin, Umwelthistorikerin und Herausgeberin
- Jihye Lee, südkoreanische Jazzmusikerin
- Jihyun Cecilia Lee (* 1989), koreanische Opernsängerin in der Stimmlage Sopran
- Jim Lee (* 1964), US-amerikanischer Comiczeichner und -verleger
- Jimmy Lee Jr., US-amerikanischer Schauspieler
- Jimmy Lee Fautheree (1934–2004), US-amerikanischer Musiker
- Jiz Lee (* 1980), amerikanische Pornodarstellerin, Schauspielerin und Autorin
- Joe Lee (* 1989), englischer Squashspieler
- John Lee (Politiker, 1695) (1695–1761), britischer Politiker, Mitglied des britischen Parlaments
- John Lee (Politiker, 1733) (1733–1793), britischer Politiker, Attorney General for England and Wales
- John Lee (Astronom) (1783–1866), britischer Astronom
- John Lee (Politiker, 1788) (1788–1871), US-amerikanischer Politiker
- John Lee (Politiker, 1845) (1845–1915), kanadischer Politiker, Abgeordneter in Ontario
- John Lee (Politiker, 1885) (1885–1957), australischer Politiker, Abgeordneter in New South Wales
- John Lee (Politiker, 1927) (1927–2020), britischer Rechtsanwalt und Politiker (Labour Party)
- John Lee, Baron Lee of Trafford (* 1942), britischer Politiker
- John Lee (Bassist) (* 1952), US-amerikanischer Bassgitarrist
- John Lee (Kameramann), britischer Kameramann
- John Lee Juo-Wang (* 1966), taiwanischer Geistlicher, Bischof von Tainan
- John Lee Ka-chiu (* 1957), Polizeibeamter und Politiker in Hongkong
- John A. Lee (1891–1982), neuseeländischer Politiker und Schriftsteller
- John Adams Lee (1851–1928), US-amerikanischer Politiker
- John C. Lee (1828–1891), US-amerikanischer Politiker
- John C. H. Lee (1887–1958), US-amerikanischer Generalleutnant
- John Constable Lee (1643–1673), Mitglied des House of Burgesses der Colony of Virginia
- John Edwin Lee (1928–2014), US-amerikanischer Politiker, Senator in Mississippi
- John Jay Lee (* 1955), US-amerikanischer Politiker, Bürgermeister von North Las Vegas
- John Joseph Lee (* 1942), irischer Historiker und Politiker, Mitglied des Senats
- John L. G. Lee (1869–1952), US-amerikanischer Politiker, Abgeordneter in Maryland
- John Lee Lee (1802–1874), britischer Politiker, Mitglied des britischen Parlaments
- John M. Lee (Admiral) (John Marshall Lee; 1914–2003), US-amerikanischer Vizeadmiral
- John M. Lee (Journalist) (John Marshall Lee Jr.; 1930–2009), US-amerikanischer Journalist und Herausgeber
- John M. Lee (Mathematiker) (John Marshall Lee; * 1950), US-amerikanischer Mathematiker
- Johnny Lee (* 1946), US-amerikanischer Countrymusiker
- Joie Lee (* 1962), US-amerikanische Schauspielerin
- Jonna Lee (* 1981), schwedische Sängerin, Produzentin und Kreativdirektorin
- Joseph Lee (Erfinder) (1848–1908), US-amerikanischer Bäcker und Erfinder der Knetmaschine
- Joseph Lee (Journalist) (1876–1949), schottischer Journalist und Dichter
- Joseph Lee (Schauspieler), koreanisch-US-amerikanischer Schauspieler
- Joseph Bracken Lee (1899–1996), US-amerikanischer Politiker, siehe J. Bracken Lee
- Joseph Lee alias Joseph Kok-long Lee (* 1959), Hongkonger Politiker, Professor für Sozialwissenschaften und Pfleger
- Joseph Lee (Fußballspieler, 2000) (* 2000), südkoreanischer Fußballspieler
- Joseph Lee (Fußballspieler, 2002) (* 2002), neuseeländischer Fußballspieler

- Joshua Lee (1783–1842), US-amerikanischer Politiker
- Joshua B. Lee (1892–1967), US-amerikanischer Politiker
- Julia Lee (Musikerin) (1902–1958), US-amerikanische Jazz- und Bluesmusikerin
- Julia Lee (Schauspielerin) (* 1979), US-amerikanische Schauspielerin
- Julianne Lee (* 1956), US-amerikanische Schauspielerin und Journalistin
- Justin Lee (* 1990), Fußballspieler für Guam

#### K
- K. Y. Lee (* 1952), taiwanischer Manager
- Kareena Lee (* 1993), australische Schwimmerin
- Karl Lee, (* 1972), chinesischer Waffenhändler, siehe Li Fangwei
- Keiko Lee (* 1965), japanische Jazzsängerin
- Keith Lee (* 1984), US-amerikanischer Wrestler
- Kenneth K. Lee (* 1975), US-amerikanischer Bundesrichter
- Kent Lee (1923–2017), US-amerikanischer Vizeadmiral
- Keiran Lee (* 1984), US-amerikanischer Schauspieler und Filmregisseur
- Kerrin Lee-Gartner (* 1966), kanadische Skirennläuferin
- Kevin Lee (Schwimmer) (* 1961), britischer Schwimmer
- Kevin Lee (Schauspieler) (* 1981), britischer Schauspieler
- Kevin Lee (Kampfsportler) (* 1992), US-amerikanischer Mixed-Martial-Arts-Kämpfer
- Kevin Lee (Badminton) (* 1998), kanadischer Badmintonspieler
- Kevin B. Lee (* 1975), US-amerikanischer Filmemacher und Filmkritiker
- Kevin Hargreaves Lee (1941–2001), australischer Gräzist
- Ki Hong Lee (* 1986), US-amerikanischer Schauspieler
- Ki-Hyang Lee (* 1967), südkoreanisch-deutsche Übersetzerin und Verlegerin
- Kieran Lee (* 1988), englischer Fußballspieler
- Kristian Lee-Him (* 1993), trinidadischer Fußballspieler
- Kwang Lee (* 1970), südkoreanische Malerin
- Kyung-Yung Lee (* 1966), südkoreanischer Boxer im Strohgewicht

#### L
- Lara Lee, australische Fußballschiedsrichterin
- Larry Lee (1943–2007), US-amerikanischer Gitarrist
- Laurel Lee (* 1974), amerikanische Politikerin
- Laurie Lee (1914–1997), englischer Dichter
- Lawrence Lee (Lawrence Lee Khui Fatt; * 1948), Schweizer Künstler und Dichter
- Leapy Lee (* 1939), britischer Sänger
- Leonard Leroy Lee (* 1933), US-amerikanischer Schauspieler, siehe Robert Fuller (Schauspieler)
- Leslie Lee († 2014), US-amerikanischer Dramatiker
- Lester Lee (1903–1956), US-amerikanischer Komponist
- Lila Lee (1901–1973), US-amerikanische Schauspielerin
- Lilian Lee (* 1959), hongkong-chinesische Schriftstellerin
- Lindsay Lee-Waters (* 1977), US-amerikanische Tennisspielerin
- Lisa Lee (Schauspielerin, 1907) (1907–2001), britische Schauspielerin
- Lisa Lee (Geigerin) (* 1955), US-amerikanische Geigerin
- Lisa Lee (Pornodarstellerin) (* 1968), britische Pornodarstellerin
- Lisa Lee (Sängerin) (* 1985), Hongkong-chinesische Sängerin
- Lisa Lee (Schauspielerin), US-amerikanische Schauspielerin
- Llewellyn Vaughan-Lee (* 1953), britischer Psychologe und Sufi-Lehrer
- Lok Yin Lee (* 2001), Dartspieler aus Hongkong
- Lonnie Lee (* 1940), australischer Sänger
- Lorelei Lee (* 1981), US-amerikanische Pornodarstellerin und Drehbuchautorin
- Louis (Lewis) Lee (1819–1896), deutscher Cellist
- Luis Lee-Chong, chilenischer Fußballspieler
- Louis Lee Sing (* 1951), trinidadischer Politiker und Bürgermeister

#### M
- M. Lindley Lee (1805–1876), US-amerikanischer Politiker
- Mabel Ping-Hua Lee (1896–1966), chinesische Feministin und Gemeindeleiterin
- Malcolm Lee (Basketballspieler) (* 1990), US-amerikanischer Basketballspieler
- Malcolm D. Lee (* 1970), US-amerikanischer Drehbuchautor und Regisseur
- Manfred B. Lee (1905–1971), US-amerikanischer Schriftsteller, siehe Ellery Queen
- Marc Lee (* 1969), Schweizer Medienkünstler
- Marchy Lee (* 1976), Hongkong-chinesischer Rennfahrer
- Margaret Lee (1943–2024), britische Schauspielerin
- Marie Myung-Ok Lee (* 1964), US-amerikanische Schriftstellerin
- Marjorie Lee (* ≈1920), US-amerikanische Sängerin
- Mark Lee (Schauspieler) (* 1958), australischer Schauspieler
- Mark Lee (Fußballspieler) (* 1979), englischer Fußballspieler
- Mark Lee (Eishockeyspieler) (* 1984), kanadischer Eishockeyspieler
- Mark C. Lee (* 1952), US-amerikanischer Astronaut
- Marqise Lee (* 1991), US-amerikanischer American-Football-Spieler
- Martin Lee (Politiker) (* 1938), chinesischer Politiker aus Hongkong
- Martin Lee (Sänger) (1949–2024), britischer Sänger
- Martin Lee (Tennisspieler) (* 1978), britischer Tennisspieler
- Martin Lee (Eishockeyspieler) (* 1989), neuseeländischer Eishockeyspieler
- Mary Lee (Sozialreformerin) (1821–1909), irisch-australische Sozialreformerin
- Mary Lee (Schauspielerin) (1924–1996), US-amerikanische Schauspielerin
- Mary Anna Randolph Custis Lee (1808–1873), US-amerikanische Ehefrau von General Robert E. Lee
- Mary Digges Lee (1745–1805), US-amerikanische Ehefrau von Gouverneur Thomas Sim Lee
- Mary Soon Lee (* 1965), britische Dichterin und Schriftstellerin
- Mason Lee (* 1990), US-amerikanischer Schauspieler
- Matthew Lee (Mediziner) (1694–1755), britischer Mediziner
- Matthew Lee (* 1965), US-amerikanischer Journalist, siehe Matt Lee
- Matthew Lee (* 1983), kanadischer Wrestler, siehe Ever-Rise
- Matthew Lee (* 1998), britischer Wasserspringer, siehe Matty Lee
- Matthew Lee (Badminton) (* 1998), jamaikanischer Badmintonspieler
- Matty Lee (Matthew Lee; * 1998), britischer Wasserspringer
- Max Lee (* 1988), Squashspieler aus Hongkong
- McKenzie Lee (* 1979), britische Pornodarstellerin
- Megan Lee (Schauspielerin) (* 1995), koreanisch-amerikanische Schauspielerin, Regisseurin und ehemalige Singer-Songwriterin
- Megan Lee (Schachspielerin) (* 1996), amerikanische Schachspielerin
- Melissa Lee (* 1989), deutsche Modedesignerin und Webvideoproduzentin
- Melissa Lee (Politikerin) (* 1966), Journalistin und Politikerin der New Zealand National Party, auch unter Lee Ji-yun bekannt
- Micah Lee, Hacker und Blogger
- Michael Lee (Schlagzeuger) (1969–2008), britischer Schlagzeuger
- Michael Lee (Schachspieler) (* 1993), US-amerikanischer Schachspieler
- Michael Andrew Lee (* 1958), britischer Speedway- und Langbahnfahrer
- Michele Lee (* 1942), US-amerikanische Sängerin, Tänzerin, Schauspielerin und Produzentin
- Mike Lee (* 1971), US-amerikanischer Jurist und Politiker
- Minjee Lee (* 1996), australische Golfspielerin
- Minkyu Lee (* 1985/6), koreanischer Animator
- Monika Lee (* 1994), US-amerikanisch-philippinische Fußballspielerin
- Monique van der Lee (* 1973), niederländische Judoka
- Morgan Lee (* 1993), US-amerikanische Pornodarstellerin
- Muna Lee (Schriftstellerin) (1895–1965), US-amerikanische Schriftstellerin, Dichterin und Übersetzerin
- Muna Lee (Leichtathletin) (* 1981), US-amerikanische Sprinterin
- Murphy Lee (* 1979), US-amerikanischer Musiker

#### N
- N. Warner Lee (* 1937), US-amerikanischer Jurist und Politiker
- Nana Lee (* 1985), indonesische Sängerin und Schauspielerin
- Nanrisa Lee (* 1980), US-amerikanische Schauspielerin
- Nate Lee (* 1994), Fußballspieler für Guam
- Nat Lee (Nathaniel Lee; 1954–2024), US-amerikanischer Musiker
- Nathaniel Lee (1653–1692), englischer Dramatiker
- Nathaniel Lee, Jr. (* 1989), US-amerikanischer Schauspieler
- Neddy Lee (1878–1940), englischer Fußballspieler
- Nela Lee (* 1980), deutsche Schauspielerin und Moderatorin
- Nelson Lee (* 1975), kanadischer Schauspieler
- Nikki S. Lee (* 1970), koreanisch-amerikanische Multimediakünstlerin
- Nina Lee (Cellistin), US-amerikanische Cellistin
- Nina Lee (Singer-Songwriter) (* 2000), US-amerikanische Singer-Songwriterin
- Noël Lee (1924–2013), US-amerikanischer Pianist
- Norvel Lee (1924–1992), US-amerikanischer Boxer

#### O
- Okkyung Lee (* 1975), südkoreanische Cellistin und Komponistin
- Olivia Lee (* 1981), britische Schauspielerin
- Olly Lee (* 1991), englischer Fußballspieler
- Opal Lee (* 1926), US-amerikanische Aktivistin für die Einführung des Juneteenth-Feiertages
- Orion Lee, britischer Theater- und Filmschauspieler
- Óscar Lee-Chong (* 1965), chilenischer Fußballspieler

#### P
- Pat Lee (Politiker) (1944–2023), irischer Politiker
- Pat Lee (Comiczeichner) (* 1975), kanadischer Comiczeichner und Verleger
- Pat Lee (Eishockeyspieler) (* 1984), US-amerikanischer Eishockeyspieler
- Patrick Lee (Schriftsteller) (* 1976), US-amerikanischer Schriftsteller und Drehbuchautor
- Patrick A. Lee (* 1946), US-amerikanischer Physiker
- Patrick Lee (* 1981), irischer Schauspieler; siehe Packy Lee
- Paul Lee, kanadischer Fußballspieler
- Paul Sun-Hyung Lee (* 1972), kanadischer Schauspieler und Fernsehmoderator
- Peggy Lee (Sängerin) (1920–2002), US-amerikanische Sängerin und Schauspielerin
- Peggy Lee (Cellistin) (* 1963), kanadische Cellistin
- Pete Lee-Wilson (* 1960), britischer Schauspieler
- Peter Lee (Schachspieler) (* 1943), englischer Schachspieler
- Peter Lee (Informatiker) (* 1960), US-amerikanischer Informatiker
- Peter Lee (Spieleautor), Spieleautor
- Peter Lee Ki-heon (* 1947), nordkoreanischer Geistlicher
- Peter Lee-Wright, britischer Autor und Dokumentarfilmer
- Peter H. Lee (* 1929), koreanisch-US-amerikanischer Koreanist
- Peter John Lee (* 1956), kanadischer Eishockeyspieler, -trainer und -funktionär
- Peyton Elizabeth Lee (* 2004), US-amerikanische Schauspielerin
- Phil Lee (1943–2024), britischer Gitarrist
- Philip Lee (Kameramann), Kameramann
- Philip S. Lee (* 1944), kanadischer Chemiker und Politiker
- Phillip Lee (* 1970), britischer Politiker (Conservatives, Liberal Democrats)

#### R
- Ranee Lee (* 1942), US-amerikanische Jazzsängerin
- Rebecca Lee Crumpler (1831–1895), US-amerikanische Ärztin und Autorin
- Reggie Lee (* 1975), philippinisch-amerikanischer Schauspieler
- Reginald Lee (1870–1913), britischer Seefahrer
- Reuben Rainer Lee (* 2002), singapurischer Sprinter
- Rex Lee (* 1969), US-amerikanischer Schauspieler
- Rex E. Lee (1935–1996), US-amerikanischer Jurist
- Rich Lee (Richard Lee; * 1978), US-amerikanischer Regisseur
- Richard Lee (Kampfsportler) (* 1933), US-amerikanischer Kampfsportler
- Richard Lee (Aktivist) (* um 1963), US-amerikanischer Drogenaktivist
- Richard Lee (Fußballspieler) (* 1982), englischer Fußballspieler
- Richard B. Lee (Richard Borshay Lee; * 1937), kanadischer Anthropologe
- Richard Bland Lee (1761–1827), US-amerikanischer Politiker
- Richard Henry Lee (1732–1794), amerikanischer Jurist und Politiker, Unterzeichner der Unabhängigkeitserklärung
- Rita Lee (1947–2023), brasilianische Sängerin
- Rob Lee (* 1966), englischer Fußballspieler
- Robert Arthur Lee, australischer Erfinder
- Robert Edward Lee (1807–1870), US-amerikanischer General
- Robert Edwin Lee (1918–1994), US-amerikanischer Bühnenautor und Lyriker
- Robert Emmett Lee (1868–1916), US-amerikanischer Politiker
- Robert Gordon Lee (* 1953), englischer Fußballspieler, siehe Bob Lee
- Robert Martin Lee (* 1966), englischer Fußballspieler, siehe Rob Lee
- Robert N. Lee (1890–1964), US-amerikanischer Drehbuchautor
- Robert Quincy Lee (1869–1930), US-amerikanischer Politiker
- Robin Lee (1919–1997), US-amerikanischer Eiskunstläufer
- Robinne Lee (* 1974), US-amerikanische Schauspielerin
- Roger Lee (* 1991), bermudischer Fußballspieler
- Ronald Lee (Schriftsteller) (1934–2020), kanadischer Autor, Linguist und Roma-Aktivist
- Ronald Lee (Schauspieler), amerikanischer Schauspieler
- Ronald Lee (Demograf) (* 1941), US-amerikanischer Demograf und Wirtschaftswissenschaftler
- Ronnie Lee, US-amerikanischer MC, Hardcore-Techno-Produzent und Labelbetreiber
- Rowland V. Lee (1891–1975), US-amerikanischer Filmregisseur, Schauspieler, Drehbuchautor und Filmproduzent
- Roy Lee (* 1969), US-amerikanischer Filmproduzent
- Russell Lee (1903–1986), US-amerikanischer Fotograf
- Ruta Lee (* 1936), kanadische Schauspielerin
- Ryan Lee (* 1996), US-amerikanischer Schauspieler
- Ryol-li Lee (* 1982), japanischer Boxer

#### S
- S. Charles Lee (1899–1990), US-amerikanischer Architekt
- Sammy Lee (Choreograf) (1890–1968), US-amerikanischer Tänzer, Choreograph und Filmregisseur
- Sammy Lee (Fußballspieler) (* 1959), englischer Fußballspieler
- Sammy Lee (Schauspieler), Schauspieler
- Sammy Lee (Filmproduzent), Filmproduzent
- Sammy Lee (Boxer) (* 1999), britischer bzw. walisischer Boxer
- Samson Lee (* 1992), walisischer Rugby-Union-Spieler
- Samuel Lee (Orientalist) (1783–1852), britischer Orientalist und Geistlicher
- Samuel Lee (Wasserspringer) (1920–2016), US-amerikanischer Wasserspringer
- Samuel Phillips Lee (1812–1897), US-amerikanischer Konteradmiral
- Sandra Lee (* 1970), US-amerikanische Dermatologin, Webvideoproduzentin und Fernsehpersönlichkeit
- Sang Chun Lee (1954–2004), südkoreanischer Billardspieler
- Sara Lee (Musikerin), britische Bassistin, Sängerin und Songschreiberin
- Sara Lee (Wrestlerin) (1992–2022), US-amerikanische Wrestlerin
- Sarah Lee (Golfspielerin) (Sarah Jung Yeon Lee; * 1979), südkoreanische Golfspielerin
- Sarah Lee (Sängerin) (* um 1988), österreichische Sängerin
- Sarah Lee (Tennisspielerin) (* 1993), US-amerikanische Tennisspielerin
- Sarah Bowdich Lee (1791–1856), britische Naturkundlerin, Autorin und Illustratorin
- Sarah Wai-sze Lee (* 1987), Radsportlerin aus Hongkong, siehe Lee Wai-sze
- Scarlett Lee (* 1997), britische Sängerin
- Scott Lee (Bassist), US-amerikanischer Jazz-Bassist
- Scott Lee (Bratschist) (* 1979), US-amerikanischer Bratschist und Musikpädagoge
- Scott Lee (Kanute) (* 1949), kanadischer Kanute
- Scott Lee (Fußballspieler) (* 1963), australischer Fußballspieler
- Sean Lee (* 1986), US-amerikanischer American-Football-Spieler
- Sebastian Lee (1805–1887), Violoncellist und Komponist
- Seog-Jeong Lee (* 1955), Architektin und Stadtplanerin
- Severn A. Lee (* 1988), Schweizer Fantasy-Autorin
- Shannon Lee (* 1969), US-amerikanische Schauspielerin und Geschäftsfrau
- Sharon Lee (Schriftstellerin) (* 1952), US-amerikanische Schriftstellerin
- Sharon Lee (Judoka) (* 1963), britische Judoka
- Sharon Lee (Sängerin) (* 1988), Hongkonger Sängerin
- Sharon Lee (Pornodarstellerin) (* 1988), französische Pornodarstellerin
- Sheila Jackson Lee (1950–2024), US-amerikanische Politikerin
- Sheryl Lee (* 1967), US-amerikanische Schauspielerin
- Shih-Ying Lee (1918–2018), US-amerikanischer Erfinder, Ingenieur und Unternehmer
- Shin-Hyung Lee (* 2001), deutscher Fußballspieler
- Sidney Lee (1859–1926), britischer Literaturhistoriker
- Silas Lee (1760–1814), US-amerikanischer Politiker
- Simon Lee (* 2001), südkoreanischer Sprinter
- Simone Lee (* 1996), US-amerikanische Volleyballspielerin
- Soo Yeon Lee (* 1984), südkoreanische Tischtennisspielerin, Schauspielerin und Model
- Sook-Yin Lee, kanadische Rocksängerin, Schauspielerin und Regisseurin
- Sonny Lee (1904–1975), US-amerikanischer Jazzposaunist
- Sophia Lee (1750–1824), englische Schriftstellerin
- Sophie Lee (* 1968), australische Schauspielerin und Autorin
- Soyoung Lee (* 1973), südkoreanische Krebsforscherin
- Spike Lee (* 1957), US-amerikanischer Regisseur und Drehbuchautor
- Stacey Lee, neuseeländische Regisseurin
- Stan Lee (1922–2018), US-amerikanischer Comicautor
- Stanley R. Lee (1928–1997), US-amerikanischer Werbetexter und Schriftsteller
- Starry Lee (* 1974), chinesische Politikerin
- Stephanie Lee (* 1992), amerikanische Basketballspielerin
- Stephany Lee (* 1984), US-amerikanische Ringerin
- Stephen Lee (Schauspieler) (1955–2014), US-amerikanischer Schauspieler
- Stephen Lee (Chemiker) (* 1956), chinesisch-US-amerikanischer Chemiker
- Stephen Lee (Snookerspieler) (* 1974), englischer Snookerspieler
- Stephen Lee (Shorttracker) (* 1978), australischer Shorttrack-Läufer
- Stephen Lee (Eishockeyspieler) (* 1990), britischer Eishockeyspieler
- Stephen Lee Bun Sang (* 1956), chinesischer Geistlicher, Weihbischof in Hongkong
- Stephen Dill Lee (1833–1908), US-amerikanischer Offizier und Politiker
- Steve Lee (1963–2010), Schweizer Musiker
- Steven Lee (* 1962), australischer Skirennfahrer
- Stewart Lee (* 1968), britischer Standup-Comedian, Autor und Regisseur
- Su-a Lee, koreanische Cellistin
- Summer Lee (* 1987), US-amerikanische Politikerin (Demokratische Partei)
- Sung Hi Lee (* 1970), US-amerikanische Schauspielerin und Modell
- Sunisa Lee (* 2003), US-amerikanische Kunstturnerin
- Susan Lee (* 1966), australische Ruderin
- Susana Lee López (1948–2016), kubanische Journalistin
- Susanna van Lee, niederländische Schauspielerin
- Susie Lee (* 1966), US-amerikanische Politikerin
- Sydney Lee (1911–1986), englischer Billardspieler, Snookerschiedsrichter und Billardtrainer

#### T
- Tadanari Lee (* 1985), japanischer Fußballspieler
- Tanith Lee (1947–2015), britische Autorin
- Thai Lee (* 1958), koreanisch-amerikanische Unternehmerin
- Thelma Lee, US-amerikanische Schauspielerin und Komikerin
- Thomas Lee (Gouverneur) (um 1690–1750), amerikanischer Politiker
- Thomas Lee (Politiker, 1780) (1780–1855), US-amerikanischer Politiker (New Jersey)
- Thomas Lee (Architekt) (1794–1834), englischer Architekt
- Thomas Lee (Naturforscher) (1858–1936), US-amerikanischer Bänker, Naturforscher für die United States Fish Commission und Bauingenieur.
- Thomas Lee, ein Pseudonym für einen Regisseur, der in seinem Werk nicht namentlich genannt werden möchte, siehe Alan Smithee
- Thomas Sim Lee (1745–1819), US-amerikanischer Politiker
- Thomas Stirling Lee (1857–1916), britischer Bildhauer
- Tim Lee-Davey (* 1955), britischer Autorennfahrer und Rennstallbesitzer
- Tim Berners-Lee (* 1955), britischer Informatiker, Begründer des World Wide Web
- Timothy Lee (Drehbuchautor), australischer Drehbuchautor
- Timothy Lee (Wasserspringer) (* 1994), singapurischer Wasserspringer
- Tommy Lee (* 1962), US-amerikanischer Rockmusiker
- Tony Lee (1934–2004), britischer Jazzmusiker
- Travis Lee (* 1975), US-amerikanischer Baseballspieler
- Trey Lee(* 1973), chinesisch-kanadischer Cellist
- Tsung-Dao Lee (1926–2024), US-amerikanischer Physiker
- Tyrone Lee (* 1987), US-amerikanischer Pop- und R&B-Sänger
- Tzyy-Sheng Lee (* 1965), taiwanesischer Komponist

#### V
- Vanessa Lee Chester (* 1984), US-amerikanische Schauspielerin
- Vincent Lee (* 1983), deutscher Songwriter, Musikproduzent und Filmkomponist
- Virginia Lee (* 1965), australische Ruderin
- Virginia Man-Yee Lee, chinesisch-US-amerikanische Neuropathologin und Immunbiologin

#### W
- Waise Lee (* 1959), chinesischer Schauspieler
- Walter Lee (1874–1963), australischer Politiker
- Warren I. Lee (1876–1955), US-amerikanischer Politiker
- Wes Lee (* 1994), US-amerikanischer Wrestler
- Will Lee (Schauspieler) (1908–1982), US-amerikanischer Schauspieler
- Will Lee (Musiker) (* 1952), US-amerikanischer Bassist, Sänger und Komponist
- Will Yun Lee (* 1971), US-amerikanischer Schauspieler
- William Lee (Erfinder) (um 1563–1614), englischer Theologe und Erfinder
- William Lee (Sklave) (auch Billy Lee oder Will Lee; um 1750–1828), Sklave von George Washington
- William Lee (Bischof, 1875) (1875–1948), britischer Geistlicher, Bischof von Clifton
- William Lee (Bischof, 1941) (1941–2024), irischer Geistlicher, Bischof von Waterford und Lismore
- William C. Lee (1895–1948), US-amerikanischer General
- William E. Lee (1882–1955), amerikanischer Jurist und Staatsbediensteter
- William Franklin Lee III (1929–2011), US-amerikanischer Musiker und Hochschullehrer
- William Gregory Lee (* 1973), US-amerikanischer Schauspieler
- William Henry Fitzhugh Lee (1837–1891), US-amerikanischer General und Politiker
- William States Lee (1872–1934), US-amerikanischer Elektroingenieur
- Willis A. Lee (1888–1945), US-amerikanischer Vizeadmiral und Sportschütze
- Witness Lee (1905–1997), chinesischer christlicher Prediger

#### Y
- Yasmin Lee (* 1984), US-amerikanische Schauspielerin, Model und Pornodarstellerin
- Yoon Ha Lee (* 1979), amerikanischer Autor von Science-Fiction und Fantasy
- Yuan T. Lee (* 1936), taiwanischer Chemiker

#### Z
- Zenroy Lee (* 1992), Fußballspieler für St. Vincent und die Grenadinen
- Zoe Lee (* 1985), britische Ruderin